# Lijst van personen overleden in 1964
Dit is een lijst van personen die zijn overleden in 1964.

## Januari

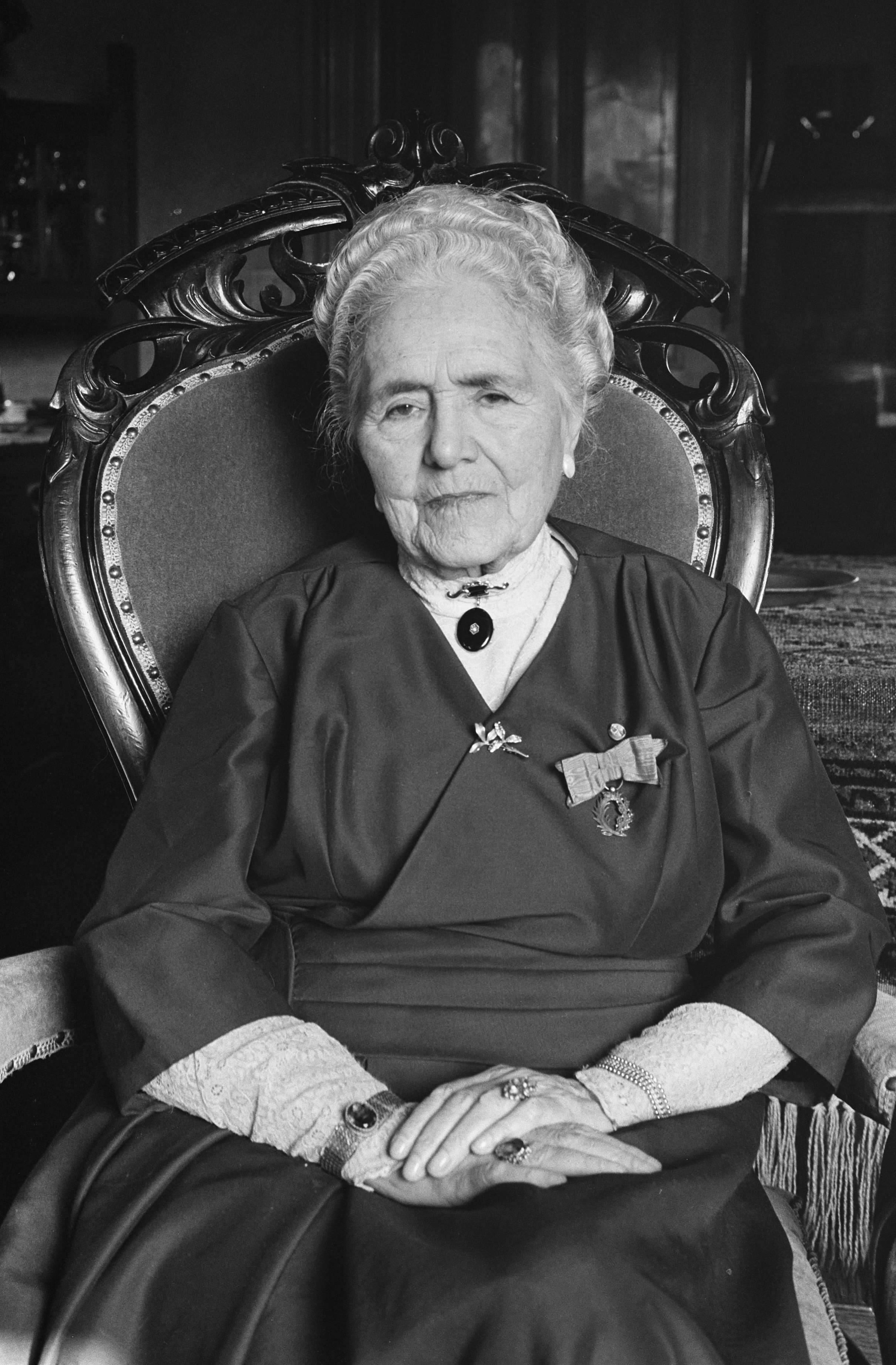
Rika Hopper
1 januari

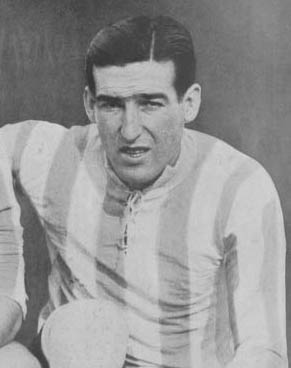
Cesáreo Onzari
7 januari

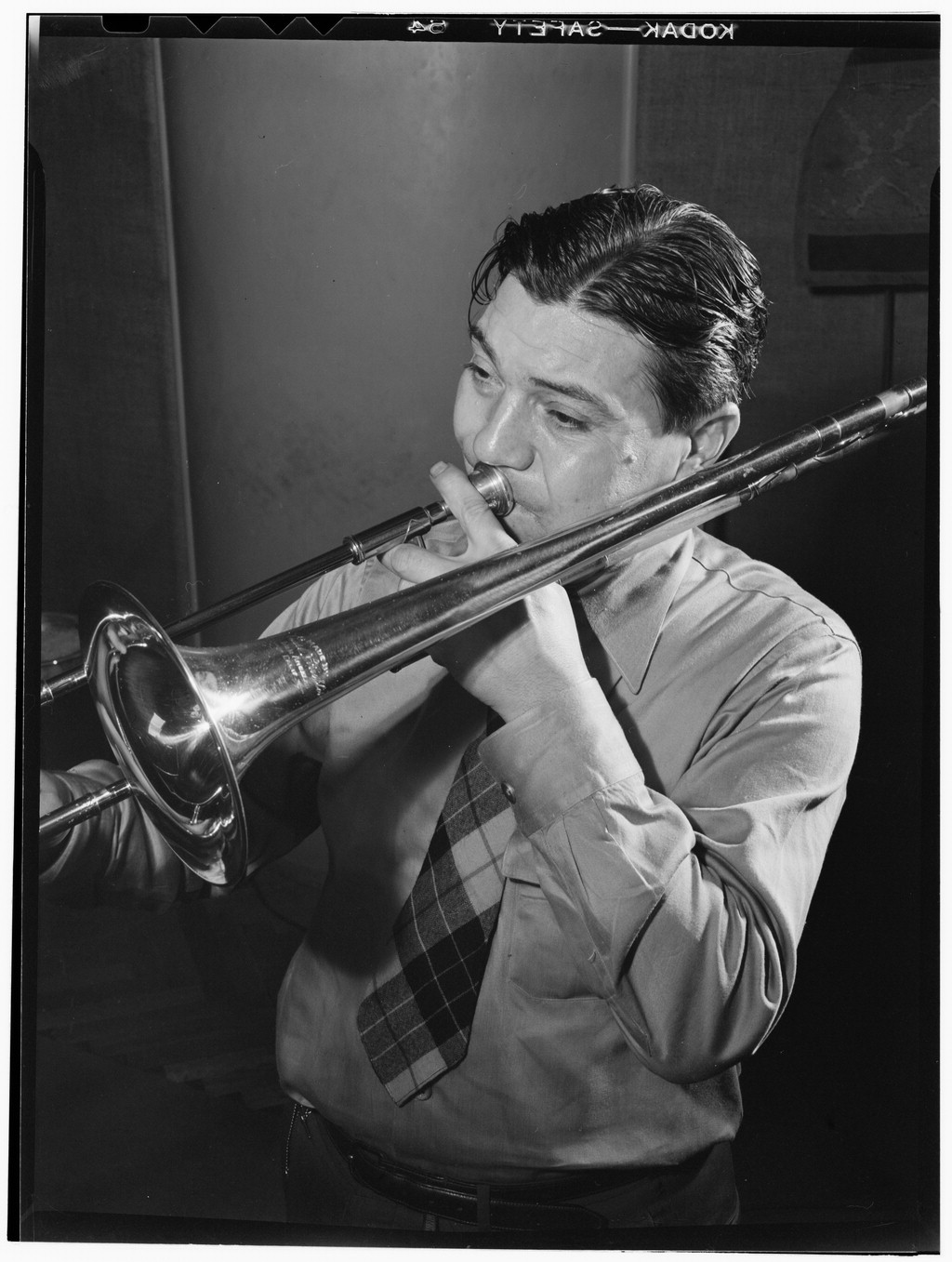
Jack Teagarden
15 januari

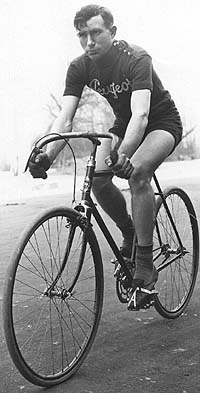
Firmin Lambot
19 januari

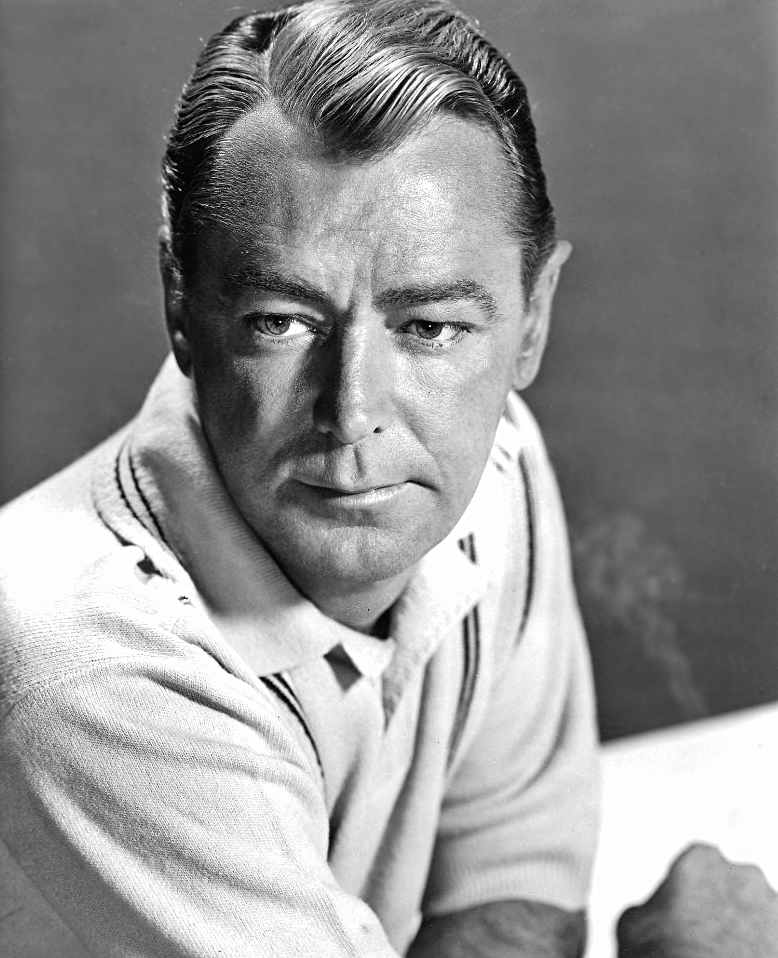
Alan Ladd
29 januari

| 1 | 2 | 3 | 4 | 5 | 6 | 7 | 8 | 9 | 10 | 11 | 12 | 13 | 14 | 15 | 16 | 17 | 18 | 19 | 20 | 21 | 22 | 23 | 24 | 25 | 26 | 27 | 28 | 29 | 30 | 31 |
| - | - | - | - | - | - | - | - | - | -- | -- | -- | -- | -- | -- | -- | -- | -- | -- | -- | -- | -- | -- | -- | -- | -- | -- | -- | -- | -- | -- |

### 1 januari
- Rika Hopper (86), Nederlands actrice

### 2 januari
- Hendrikus Cornelis Marie van Beers (73), Nederlands architect

### 4 januari
- Jan Blok (69), Nederlands acteur
- Andreas Hermes (85), Duits politicus

### 5 januari
- Aina Mannerheim (94), Fins-Zweeds zangeres

### 7 januari
- Colin McPhee (63), Canadees componist
- Cesáreo Onzari (60), Argentijns voetballer
- Reg Parnell (52), Brits autocoureur

### 8 januari
- Truman George Yuncker (72), Amerikaans botanicus

### 9 januari
- Jacques Bruneel de la Warande (72), Belgisch burgemeester
- Halide Edib Adivar (79), Turks schrijfster, onderwijzeres en vrouwenrechtenactivist

### 10 januari
- A. Marja (46), Nederlands letterkundige

### 11 januari
- Paul Eeckman (52), Belgisch politicus
- Beshara al-Khoury (73), president van Libanon

### 13 januari
- Chris Beekman (76), Nederlands kunstschilder
- Joan Albert van Steijn (79), Nederlands bosbouwkundige

### 15 januari
- Jack Teagarden (58), Amerikaans jazztrombonist

### 17 januari
- Albert van Hoogenbemt (63), Belgisch dichter en schrijver
- T.H. White (57), Brits schrijver

### 19 januari
- Firmin Lambot (77), Belgisch wielrenner
- Joe Weatherly (41), Amerikaans autocoureur

### 21 januari
- Carlo Chiarlo (82), Italiaans kardinaal
- Michele F. Lozzi (87), Italiaans componist en musicus

### 22 januari
- Paul Corrodi (71), Zwitsers politicus
- Willem Hespe (88), Nederlands dirigent

### 23 januari
- Berend Willem Berenschot (68), Nederlands bedrijfskundige

### 25 januari
- Piet van Wijngaerdt (90), Nederlands kunstenaar

### 27 januari
- Appie Groen (62), Nederlands voetballer
- Norman Z. McLeod (65), Amerikaans filmregisseur

### 29 januari
- Alan Ladd (50), Amerikaans acteur

### 30 januari
- Nico Bulder (67), Nederlands kunstenaar

### 31 januari
- Henri van Booven (86), Nederlands schrijver en journalist

## Februari

Emilio Aguinaldo
6 februari

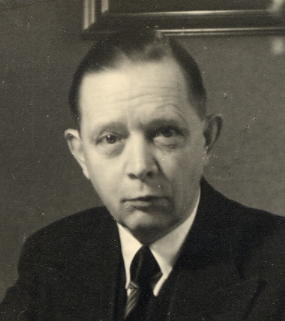
Ernst Kretschmer
8 februari

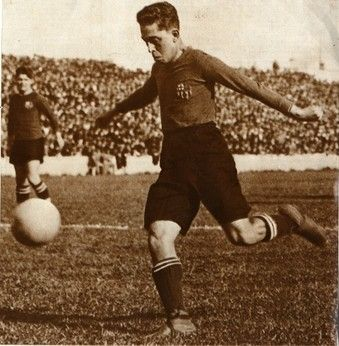
Paulino Alcántara
13 februari

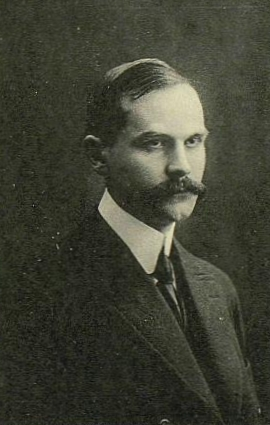
Alexander von Meyendorff
20 februari

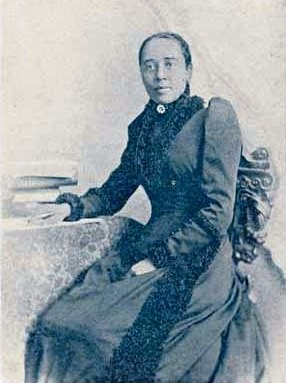
Anna J. Cooper
27 februari

| 1 | 2 | 3 | 4 | 5 | 6 | 7 | 8 | 9 | 10 | 11 | 12 | 13 | 14 | 15 | 16 | 17 | 18 | 19 | 20 | 21 | 22 | 23 | 24 | 25 | 26 | 27 | 28 | 29 |
| - | - | - | - | - | - | - | - | - | -- | -- | -- | -- | -- | -- | -- | -- | -- | -- | -- | -- | -- | -- | -- | -- | -- | -- | -- | -- |

### 2 februari
- Gaston Degy (74), Frans wielrenner

### 3 februari
- Harold Alden (74), Amerikaans astronoom
- Alfons Maria van Bourbon (62), lid Spaanse adel

### 4 februari
- Kate Leigh (82), Australisch onderwereldfiguur
- Wijtze Martens (56), Nederlands burgemeester

### 6 februari
- Emilio Aguinaldo (94), president van de Filipijnen

### 7 februari
- Flaminio Bertoni (61), Italiaans automobielontwerper
- Sophoklis Venizelos (69), Grieks politicus

### 8 februari
- Ernst Kretschmer (75), Duits psychiater
- Tom Terriss (91), Brits acteur en filmregisseur

### 9 februari
- Ary Barroso (60), Braziliaans componist
- Willie Bryant (55), Amerikaans bandleider en componist
- Alfred Hegenscheidt (97), Belgisch schrijver
- Henri Wijnmalen (74), Nederlands luchtvaartpionier

### 10 februari
- Paul Baudouin (69), Frans politicus

### 11 februari
- Gaston Feremans (56), Belgisch componist

### 13 februari
- Paulino Alcántara (67), Spaans-Filipijns voetballer
- Gerald Gardner (79), Brits schrijver en occultist

### 15 februari
- Sewraam Rambaran Mishre (48), Surinaams politicus

### 17 februari
- Moses Wolf Goldberg (58), Estisch scheikundige

### 18 februari
- René Leclercq (74), Belgisch politicus
- Louis van Roode (49), Nederlands kunstenaar

### 19 februari
- Franz Firbas (61), Duits botanicus

### 20 februari
- Jan Huijgen (78), Nederlands atleet
- Alexander von Meyendorff (94), Russisch politicus

### 21 februari
- Georg Jacoby (81), Duits scenarioschrijver en filmregisseur

### 25 februari
- Alexander Archipenko (76), Oekraïens-Amerikaans kunstenaar
- Mariano Cuenco (76), Filipijns politicus en schrijver
- Grace Metalious (39), Amerikaans schrijfster

### 27 februari
- Anna J. Cooper (105), Amerikaans schrijfster
- Anton Röllin (65), Zwitsers componist en dirigent

### 28 februari
- Dirk Filarski (78), Nederlands kunstschilder
- Timmy Mayer (26), Amerikaans autocoureur

### 29 februari
- Frank Albertson (55), Amerikaans acteur
- Victor Van Straelen (74), Belgisch paleontoloog

## Maart

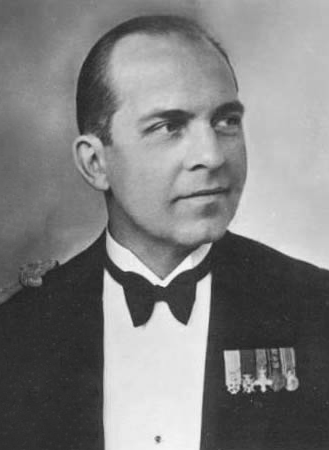
Paul I van Griekenland
6 maart

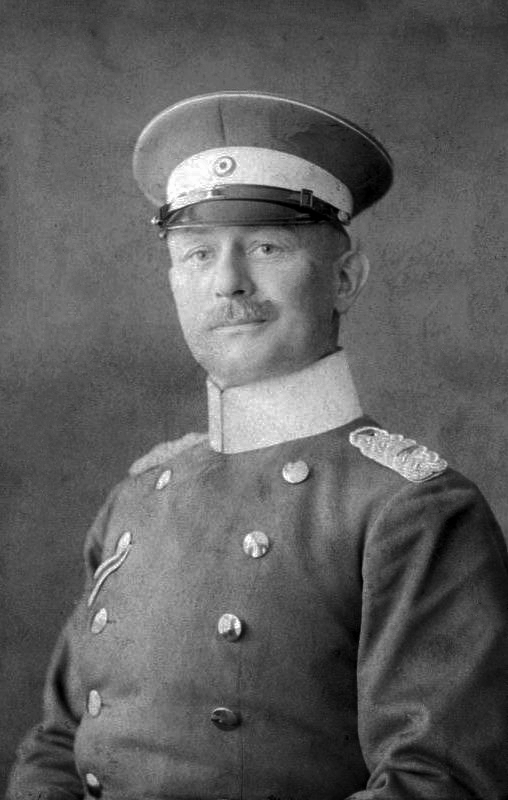
Paul von Lettow-Vorbeck
9 maart

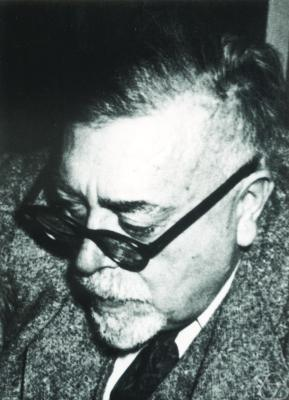
Norbert Wiener
18 maart

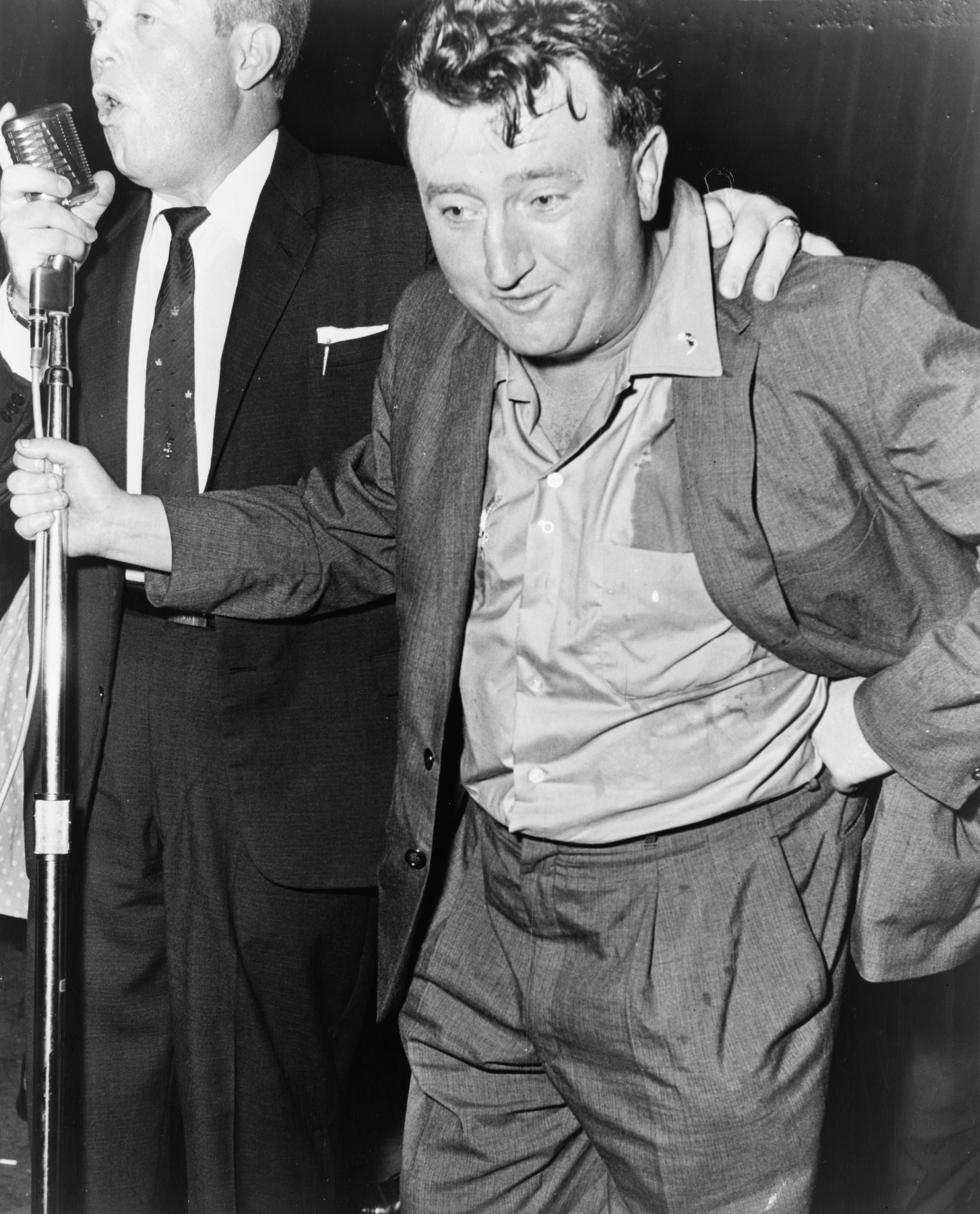
Brendan Behan
20 maart

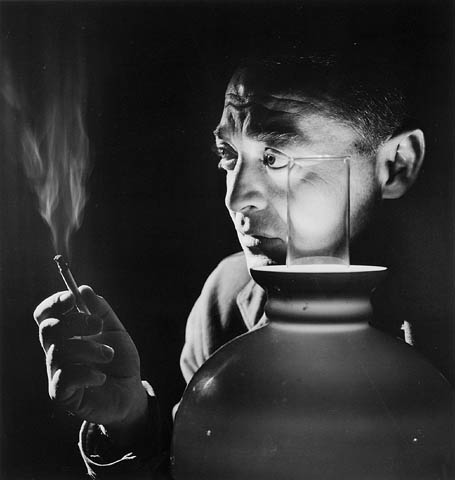
Peter Lorre
23 maart

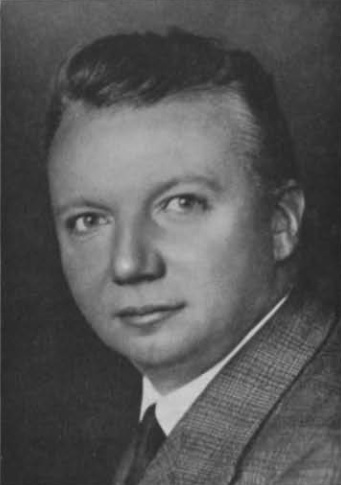
Willem Andriessen
29 maart

| 1 | 2 | 3 | 4 | 5 | 6 | 7 | 8 | 9 | 10 | 11 | 12 | 13 | 14 | 15 | 16 | 17 | 18 | 19 | 20 | 21 | 22 | 23 | 24 | 25 | 26 | 27 | 28 | 29 | 30 | 31 |
| - | - | - | - | - | - | - | - | - | -- | -- | -- | -- | -- | -- | -- | -- | -- | -- | -- | -- | -- | -- | -- | -- | -- | -- | -- | -- | -- | -- |

### 1 maart
- Jan Drion (48), Nederlands jurist

### 2 maart
- Odile Moereels (83), Nederlands verzetsstrijdster

### 4 maart
- Michel Clemenceau (90), Frans politicus

### 5 maart
- Gustavo Salinas (70), Mexicaans militair

### 6 maart
- Paul I (62), koning van Griekenland

### 8 maart
- Marie Jacob Hendrik de Bruyn van Melis- en Mariekerke (73), Nederlands jurist

### 9 maart
- Paul von Lettow-Vorbeck (93), Duits militair

### 12 maart
- Slats Long (57), Amerikaans jazzklarinettist

### 14 maart
- Thom Balfoort (87), Nederlands beeldhouwer

### 17 maart
- Johannes Linschoten (38), Nederlands psycholoog

### 18 maart
- Sigfrid Edström (93), Zweeds sportbestuurder
- Norbert Wiener (69), Amerikaans wiskundige

### 20 maart
- Brendan Behan (41), Iers schrijver en dichter
- Hans Martin (77), Nederlands schrijver

### 21 maart
- Irineo Miranda (67), Filipijns cartoonist, kunstschilder en illustrator

### 22 maart
- Harry Gersteling (73), Nederlands kunstenaar

### 23 maart
- Peter Lorre (59), Hongaars-Amerikaans acteur

### 24 maart
- Yogaswami (91), Sri Lankaans spiritueel leider

### 25 maart
- Willy Arend (87), Duits wielrenner
- Herman Rasschaert (41), Belgisch jezuïet

### 26 maart
- Octave Rotsaert (78), Belgisch kunstenaar

### 27 maart
- Titus Buitenhuis (71), Nederlands burgemeester
- Roger Motz (59), Belgisch politicus
- Emil Reesen (76), Deens componist
- Maurice Vertongen (77), Belgisch voetballer

### 29 maart
- Willem Andriessen (76), Nederlands componist, dirigent en pianist
- Sophie Charlotte van Oldenburg (85), lid Duitse adel

### 30 maart
- Nella Larsen (72), Amerikaans schrijfster

### 31 maart
- Heinrich Neuhaus (75), Sovjet-Russisch pianist

## April

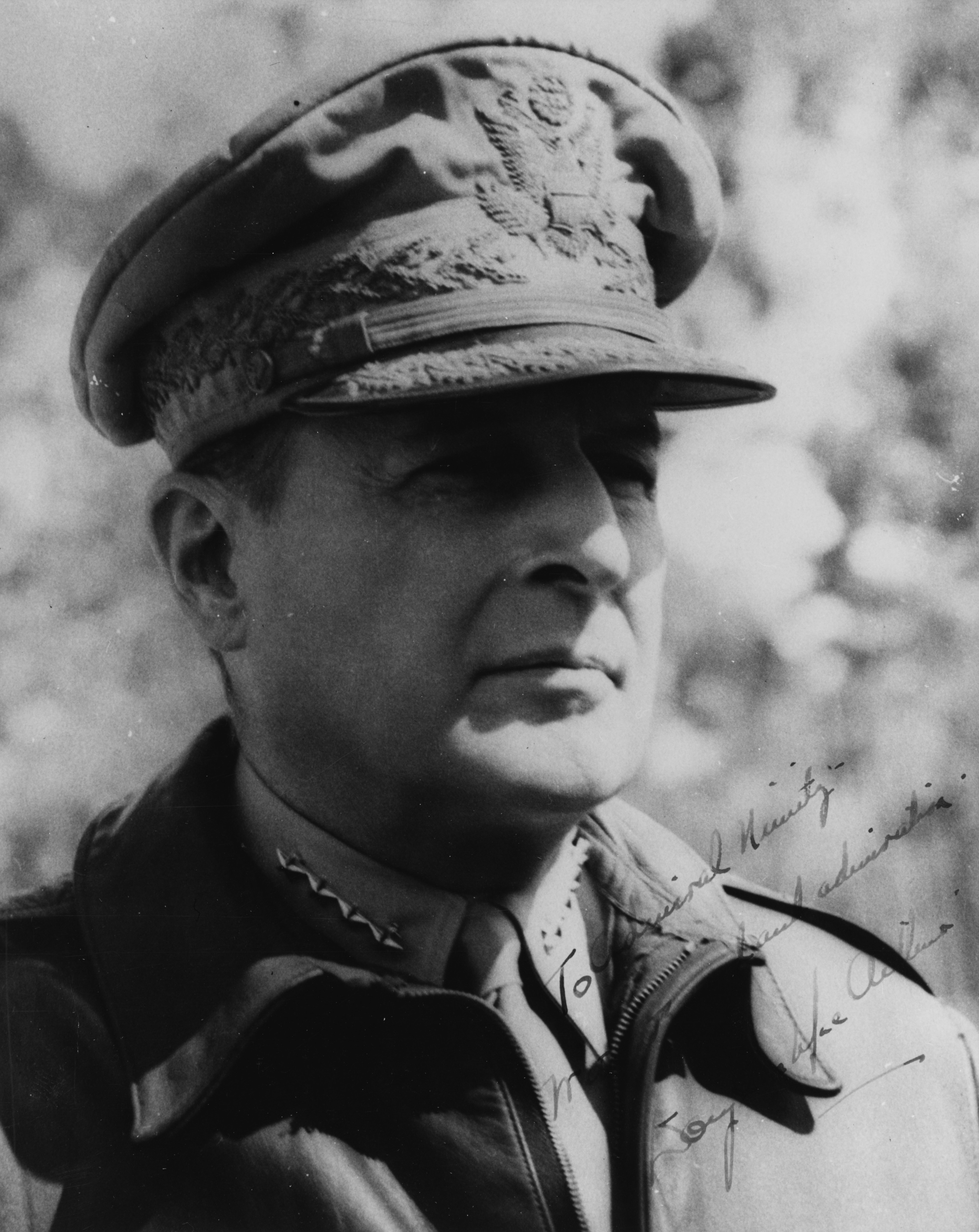
Douglas MacArthur
5 april

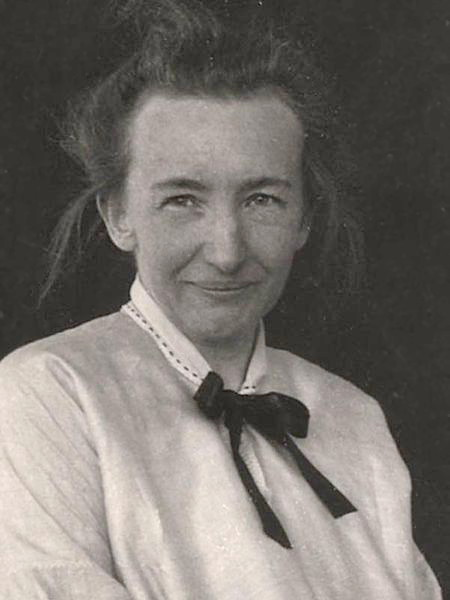
Tatjana Afanasjeva
14 april

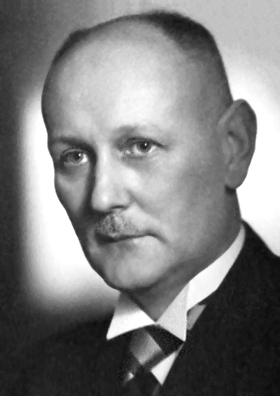
Gerhard Domagk
24 april

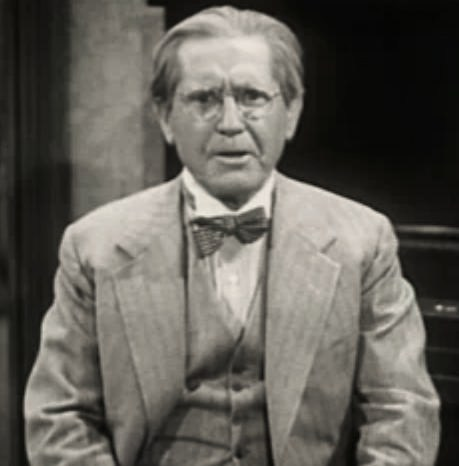
J.M. Kerrigan
29 april

| 1 | 2 | 3 | 4 | 5 | 6 | 7 | 8 | 9 | 10 | 11 | 12 | 13 | 14 | 15 | 16 | 17 | 18 | 19 | 20 | 21 | 22 | 23 | 24 | 25 | 26 | 27 | 28 | 29 | 30 |
| - | - | - | - | - | - | - | - | - | -- | -- | -- | -- | -- | -- | -- | -- | -- | -- | -- | -- | -- | -- | -- | -- | -- | -- | -- | -- | -- |

### 1 april
- Albertus Bouweraerts (83), Belgisch politicus
- Thomas Monarch (51), Amerikaans autocoureur

### 3 april
- Frans Jozef van Hohenzollern-Emden (72), lid Duitse adel

### 5 april
- Douglas MacArthur (84), Amerikaans militair leider

### 7 april
- Jan Havermans (72), Nederlands kunstenaar

### 9 april
- Harold Brittan (69), Engels voetballer en voetbaltrainer
- Abraham van Olst (66), Nederlands waterpolospeler
- Alessandro Peroni (89), Italiaans componist

### 11 april
- Hilmar Wictorin (70), Zweeds waterpolospeler

### 12 april
- Evert Willem Beth (55), Nederlands filosoof
- Lydia Winkel (60), Nederlands historica

### 13 april
- Veit Harlan (64), Duits filmregisseur

### 14 april
- Tatiana Afanassjewa (87), Russisch-Nederlands wiskundige
- Rachel Carson (56), Amerikaans biologe

### 15 april
- Nanno Jakob Kruizinga (71), Nederlands architect

### 20 april
- August Sander (87), Duits fotograaf

### 23 april
- Karl Polanyi (77), Hongaars econoom
- Alfred Shrubb (84), Brits atleet

### 24 april
- Lou Dijkstra (54), Nederlands schaatser
- Gerhard Domagk (68), Duits medicus en Nobelprijswinnaar

### 25 april
- Albert Mariën (67), Belgisch politicus

### 28 april
- Alexandre Koyré (71), Russisch-Frans filosoof
- Milton Margai (68), Sierra Leoons politicus

### 29 april
- J.M. Kerrigan (79), Iers acteur
- Albert Saverys (77), Belgisch kunstschilder

## Mei

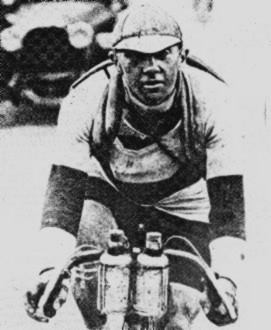
Honoré Barthélémy
2 mei

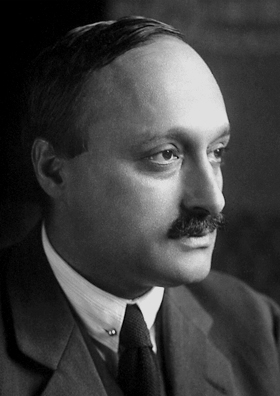
James Franck
21 mei

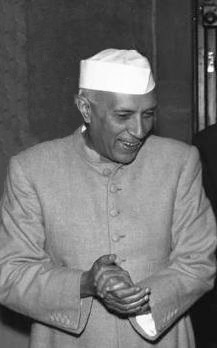
Jawaharlal Nehru
27 mei

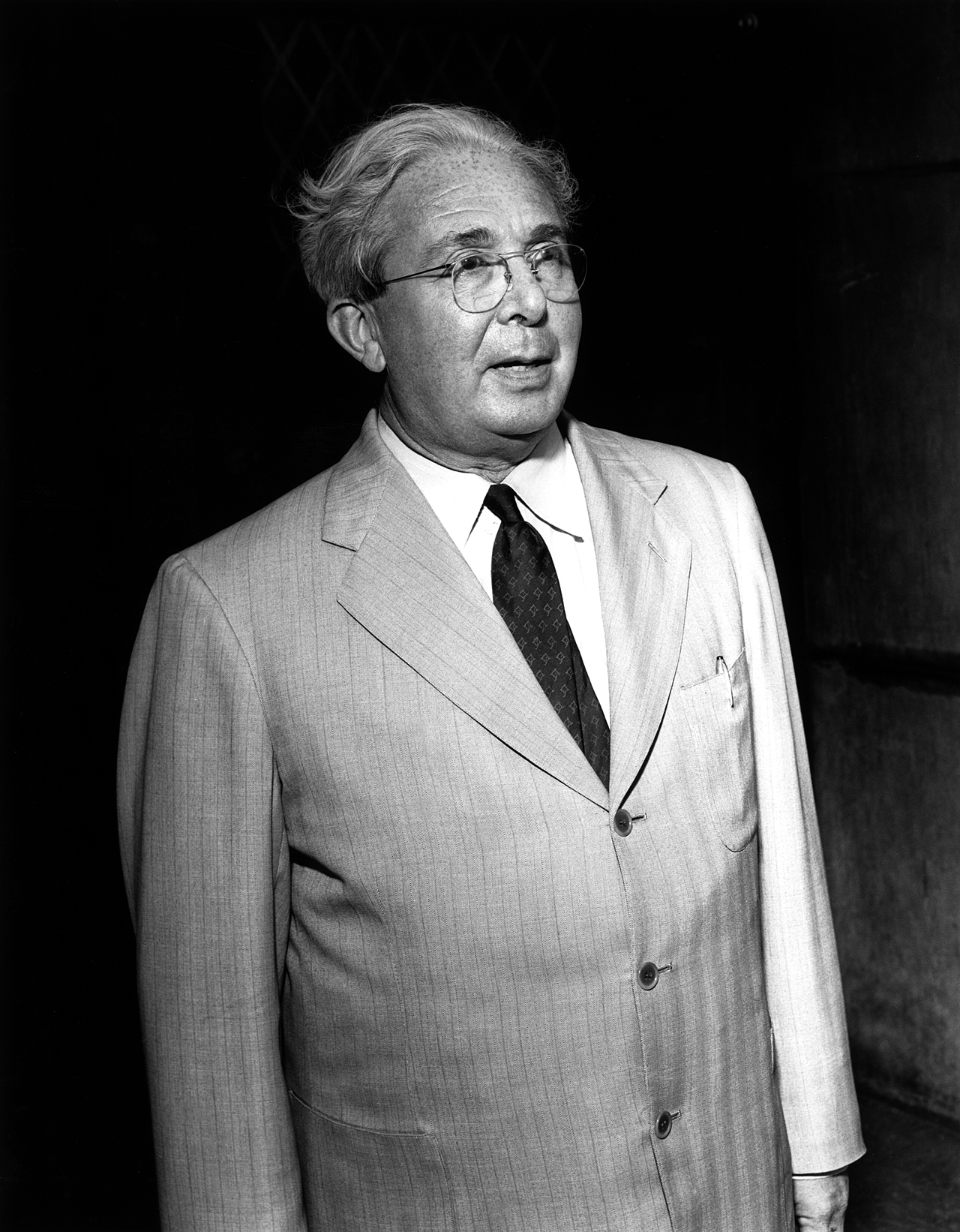
Leó Szilárd
30 mei

| 1 | 2 | 3 | 4 | 5 | 6 | 7 | 8 | 9 | 10 | 11 | 12 | 13 | 14 | 15 | 16 | 17 | 18 | 19 | 20 | 21 | 22 | 23 | 24 | 25 | 26 | 27 | 28 | 29 | 30 | 31 |
| - | - | - | - | - | - | - | - | - | -- | -- | -- | -- | -- | -- | -- | -- | -- | -- | -- | -- | -- | -- | -- | -- | -- | -- | -- | -- | -- | -- |

### 1 mei
- Gustav-Adolf von Zangen (71), Duits militair leider

### 2 mei
- Nancy Astor (84), Brits politica en feministe
- Honoré Barthélémy (73), Frans wielrenner
- Ybele Jelsma (83), Nederlands architect

### 3 mei
- Melvin H. Ribble (94), Amerikaans componist

### 8 mei
- Tom Kerrigan (68), Amerikaans golfspeler
- Hubert Menten (90), Nederlands bobsleeër

### 10 mei
- Michail Larionov (82), Russisch kunstschilder
- Ignace Lilien (66), Nederlands componist

### 12 mei
- Johannes Cornelis Brons (79), Nederlands koloniaal bestuurder
- Jean Dufy (75), Frans kunstschilder

### 15 mei
- Cees Edelman (61), Nederlands geoloog
- Vladko Maček (84), Kroatisch politicus

### 16 mei
- Walter Hagemann (64), Duits politicus

### 17 mei
- Nandor Fodor (69), Brits-Amerikaans parapsycholoog
- Otto Kuusinen (82), Fins-Russisch politicus en ideoloog

### 19 mei
- Stefan Śliwa (65), Pools voetballer

### 20 mei
- Augustinus Hens (77), Belgisch politicus

### 21 mei
- James Franck (81), Duits-Amerikaans natuurkundige

### 27 mei
- Jawaharlal Nehru (74), Indiaas politicus

### 30 mei
- Eddie Sachs (37), Amerikaans autocoureur
- Leó Szilárd (66), Hongaars-Amerikaans natuurkundige

### 31 mei
- Hendrik Meijer (80), Nederlands-Amerikaans ondernemer

## Juni

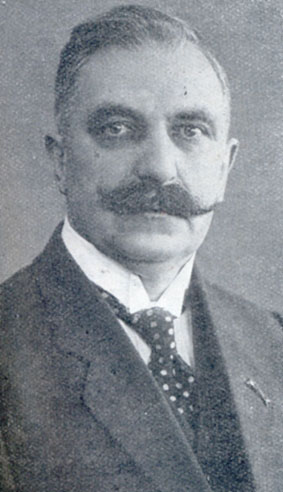
Albertus Zijlstra
1 juni

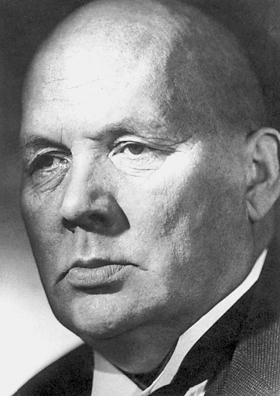
Frans Eemil Sillanpää
3 juni

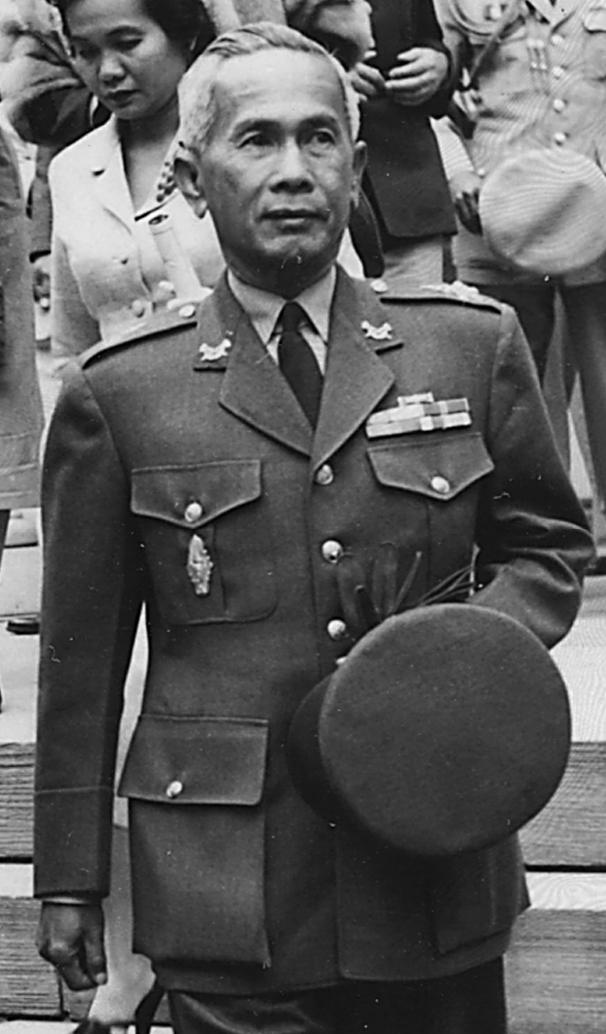
Plaek Pibul Songkram
11 juni

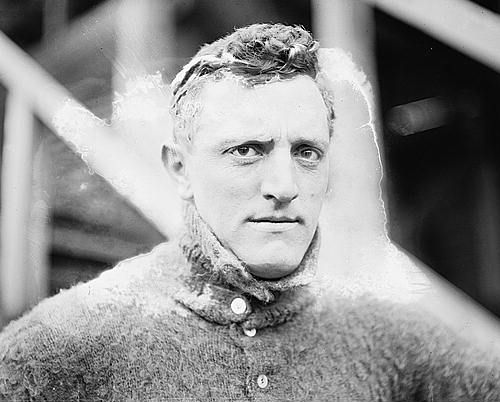
Walter Rütt
23 juni

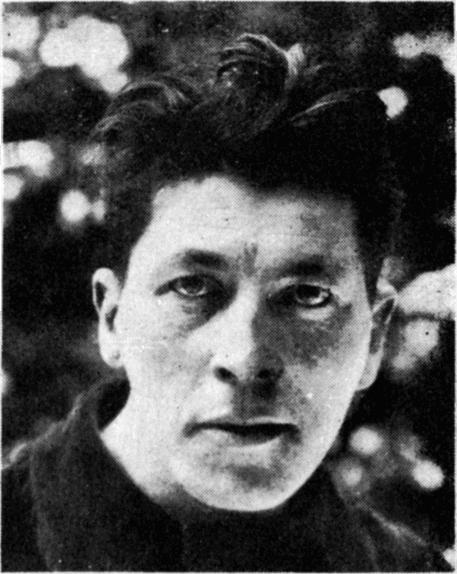
Gerrit Rietveld
25 juni

| 1 | 2 | 3 | 4 | 5 | 6 | 7 | 8 | 9 | 10 | 11 | 12 | 13 | 14 | 15 | 16 | 17 | 18 | 19 | 20 | 21 | 22 | 23 | 24 | 25 | 26 | 27 | 28 | 29 | 30 |
| - | - | - | - | - | - | - | - | - | -- | -- | -- | -- | -- | -- | -- | -- | -- | -- | -- | -- | -- | -- | -- | -- | -- | -- | -- | -- | -- |

### 1 juni
- Harrie van der Zanden (69), Nederlands politicus
- Albertus Zijlstra (90), Nederlands journalist en politicus

### 3 juni
- Frans Eemil Sillanpää (75), Fins schrijver

### 5 juni
- Lauge Koch (71), Deens geoloog

### 6 juni
- Hendrik Smits jr. (75), Nederlands mandolinespeler

### 10 juni
- Nelly de Rooij (80), Nederlands zoöloog en herpetoloog

### 11 juni
- Plaek Pibul Songkram (66), Thais militair en politicus

### 12 juni
- Dirk Cornelis Buurman van Vreeden (61), Nederlands militair leider

### 13 juni
- Reint Hendrik de Vos van Steenwijk (78), Nederlands politicus

### 14 juni
- Ko Arnoldi (81), Nederlands acteur

### 15 juni
- Jean Beaucarne (78), Belgisch politicus
- Godert Jacob Karel van Lynden (77), Nederlands burgemeester

### 18 juni
- Henk Asperslagh (57), Nederlands schilder, glazenier en monumentaal kunstenaar
- Stien Eelsingh (60), Nederlands kunstschilderes
- Giorgio Morandi (73), Italiaans kunstschilder

### 19 juni
- Hans Moser (84), Oostenrijks filmacteur

### 21 juni
- Jean Materne (74), Belgisch politicus

### 22 juni
- Havank (60), Nederlands schrijver
- Jan Mertens (60), Belgisch wielrenner

### 23 juni
- Johan Herman Bavinck (68), Nederlands predikant, zendeling en hoogleraar
- Marie Hamel (67), Nederlands actrice
- Walter Rütt (80), Duits wielrenner

### 24 juni
- Stuart Davis (69), Amerikaans kunstschilder

### 25 juni
- Augusta Maria Louise van Beieren (89), lid Duitse adel
- D.B. Logemann (92), Nederlands architect
- Gerrit Rietveld (76), Nederlands architect en ontwerper

### 26 juni
- Fritz Giovanoli (66), Zwitsers politicus

### 27 juni
- Daniel Lazarus (65), Frans componist

### 29 juni
- Eric Dolphy (36), Amerikaans jazzmusicus en componist

## Juli

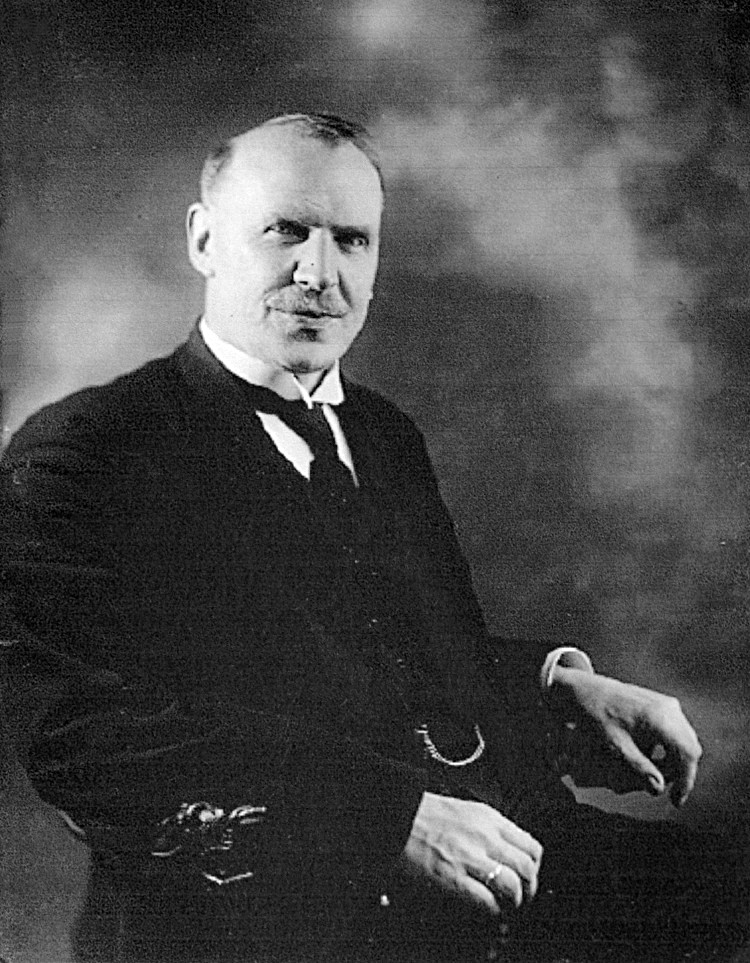
Sigurd Islandsmoen
1 juli

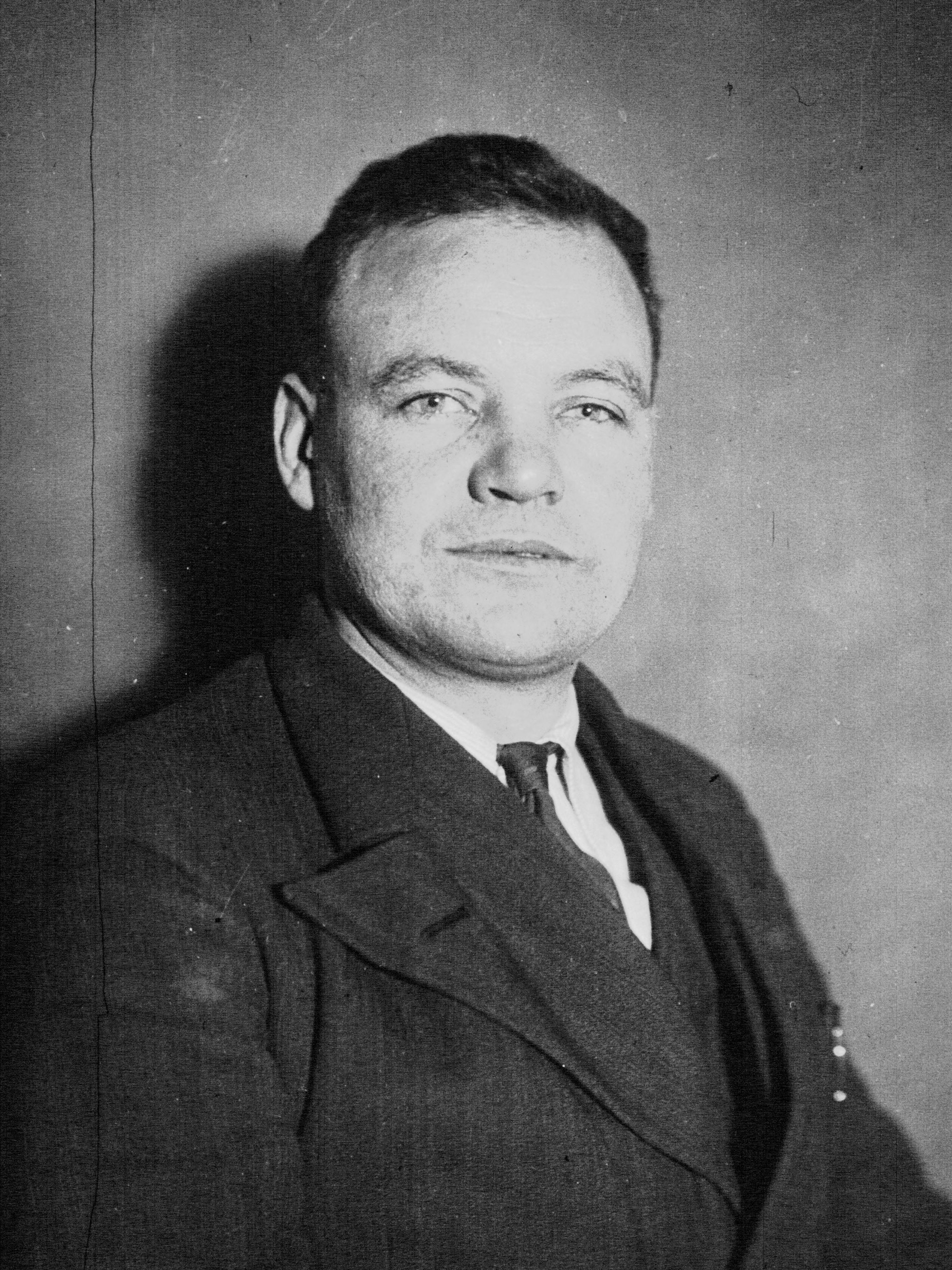
Maurice Thorez
11 juli

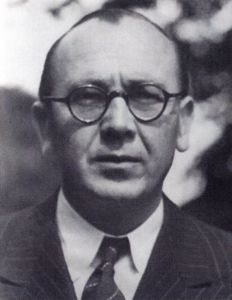
Kurt Diebner
13 juli

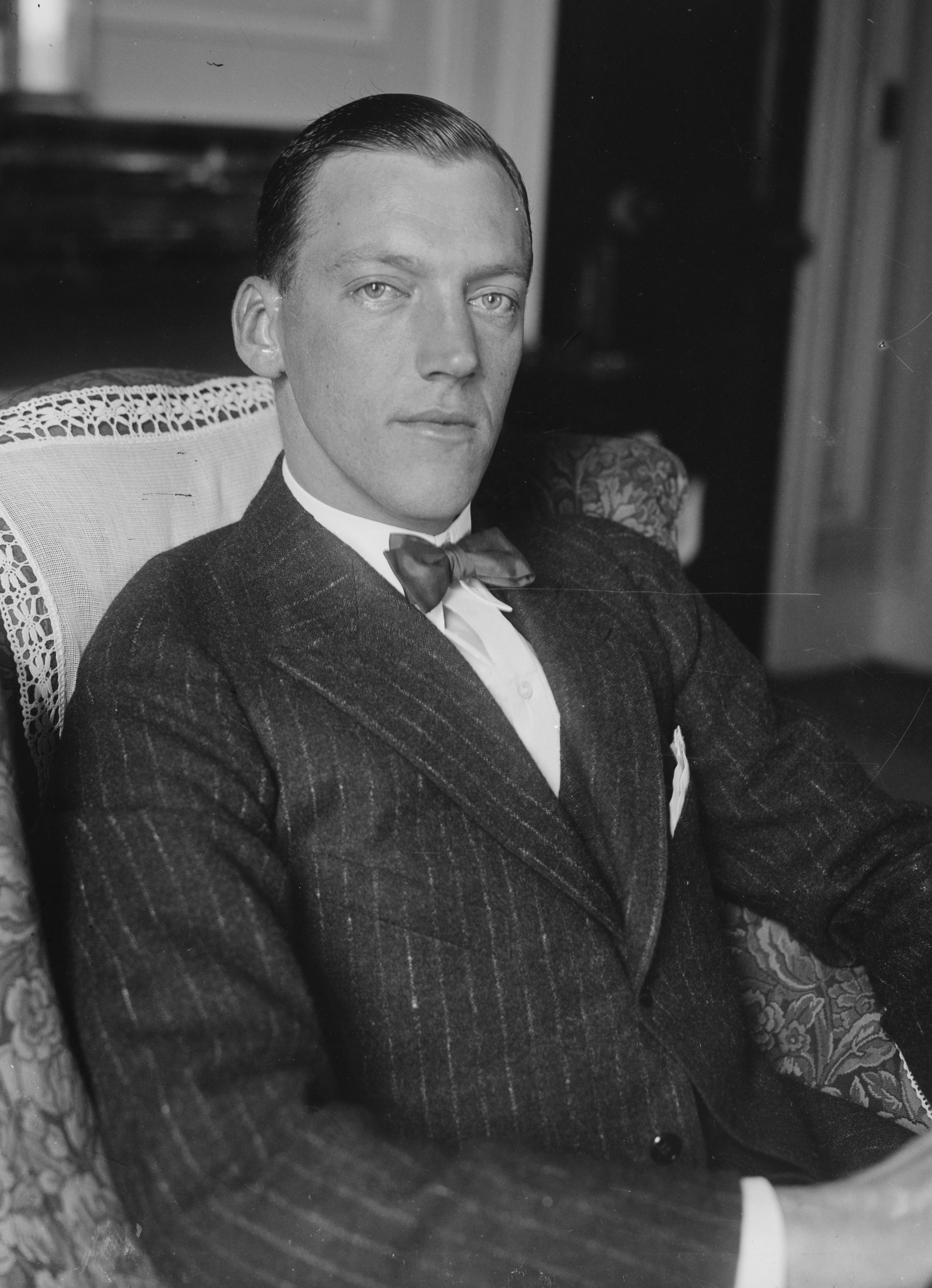
Axel van Denemarken
14 juli

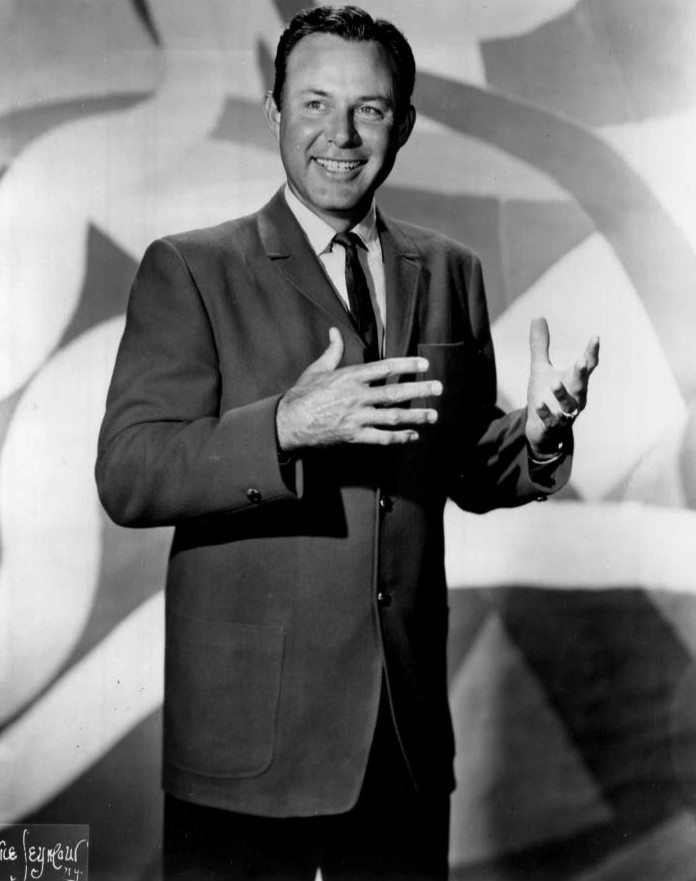
Jim Reeves
31 juli

| 1 | 2 | 3 | 4 | 5 | 6 | 7 | 8 | 9 | 10 | 11 | 12 | 13 | 14 | 15 | 16 | 17 | 18 | 19 | 20 | 21 | 22 | 23 | 24 | 25 | 26 | 27 | 28 | 29 | 30 | 31 |
| - | - | - | - | - | - | - | - | - | -- | -- | -- | -- | -- | -- | -- | -- | -- | -- | -- | -- | -- | -- | -- | -- | -- | -- | -- | -- | -- | -- |

### 1 juli
- Sigurd Islandsmoen (82), Noors componist
- Pierre Monteux (89), Frans-Amerikaans dirigent

### 2 juli
- Fireball Roberts (35), Amerikaans autocoureur

### 3 juli
- Louis Jean Marie Feber (79), Nederlands schrijver en politicus

### 5 juli
- Tony Bonadies (47), Amerikaans autocoureur
- Mariano de Joya (76), Filipijns jurist

### 7 juli
- Lillian Copeland (59), Amerikaans atlete
- Alfred Mahy (81), Belgisch componist

### 9 juli
- Piet Broos (53), Nederlands schrijver en illustrator en kinderboeken

### 11 juli
- Guillermo Subiabre (61), Chileens voetballer
- Maurice Thorez (64), Frans politicus

### 12 juli
- Théo De Joncker (70), Belgisch componist

### 13 juli
- Achille Delattre (84), Belgisch politicus
- Kurt Diebner (59), Duits natuurkundige

### 14 juli
- Axel van Denemarken (75), lid Deense koningshuis

### 16 juli
- Henk van Eijsden (60), Nederlands politicus

### 17 juli
- Chris Smeenk (83), Nederlands politicus en vakbondsbestuurder
- Robert-Richard Zapp (60), Duits militair

### 23 juli
- Thakin Kodaw Hmaing (88), Birmees schrijver en politicus
- Jan de Vries (74), Nederlands taalkundige

### 24 juli
- Victoria Forde (68), Amerikaans actrice

### 26 juli
- Jan Gielens (60), Nederlands voetballer
- Earl Howe (80), Brits autocoureur en lid van het Lagerhuis
- Emanuel Polak (51), Nederlands moordenaar

### 28 juli
- André de Cock (84), Belgisch filatelist en publicist

### 29 juli
- Wanda Wasilewska (59), Poolse schrijfster en politica

### 30 juli
- Jannes Eggens (72), Nederlands rechtsgeleerde
- Jan Fabius (76), Nederlands militair en journalist

### 31 juli
- Jim Reeves (40), Amerikaans countryzanger

## Augustus

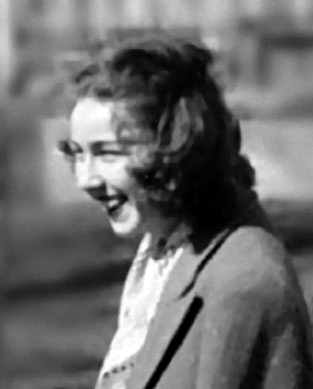
Flannery O'Connor
3 augustus

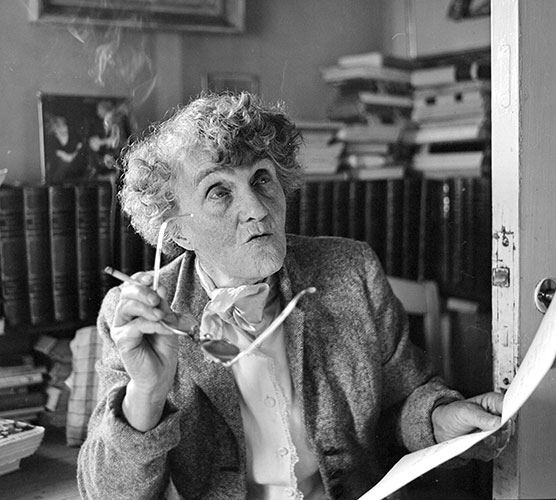
Moa Martinson
5 augustus

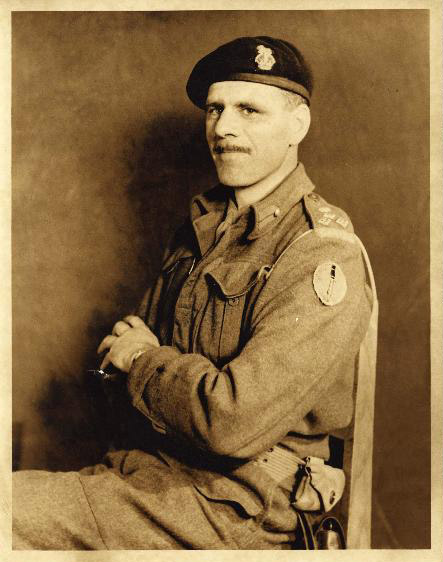
Harry Wickwire Foster
6 augustus

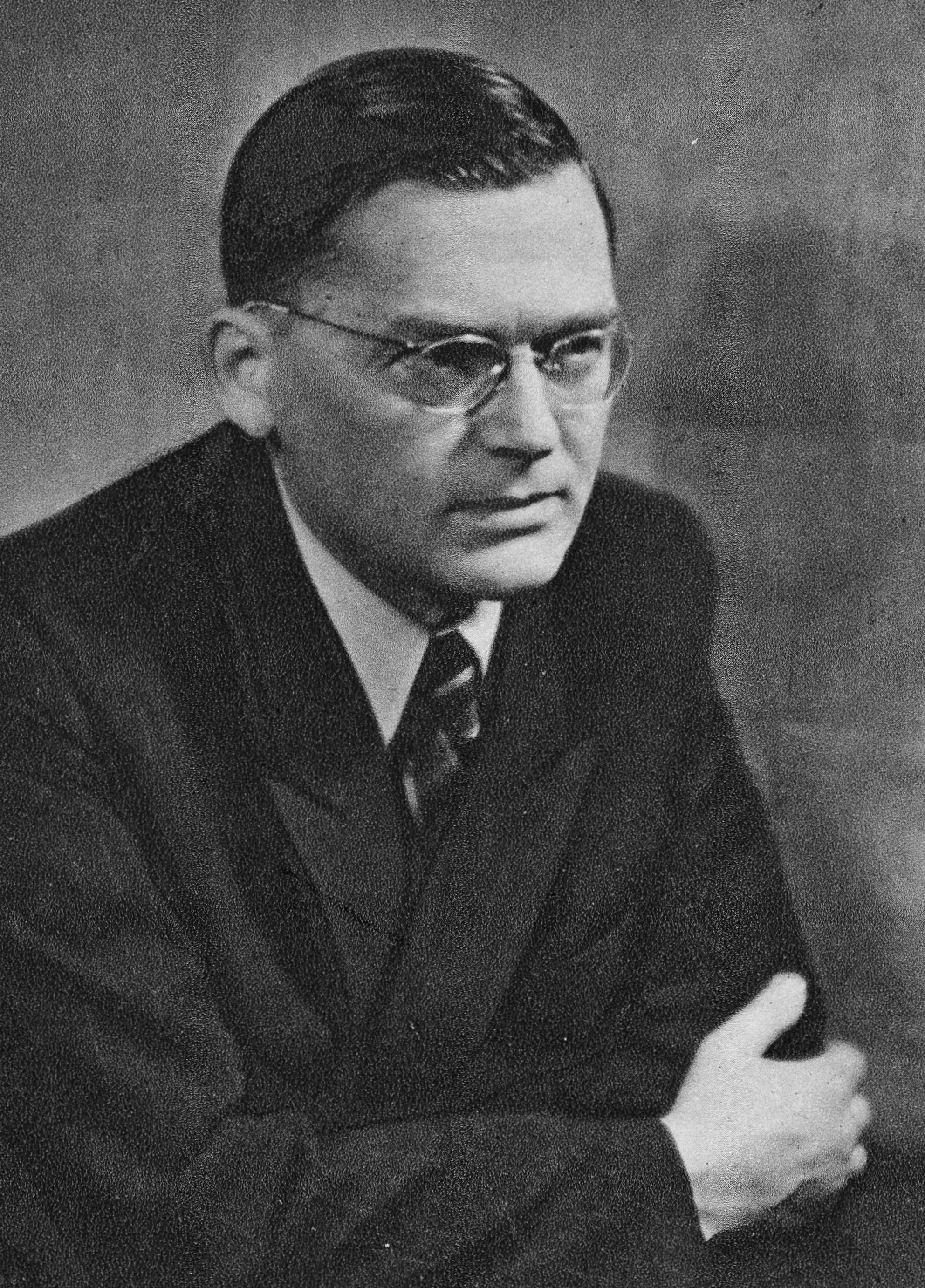
Aleksander Zawadzki
7 augustus

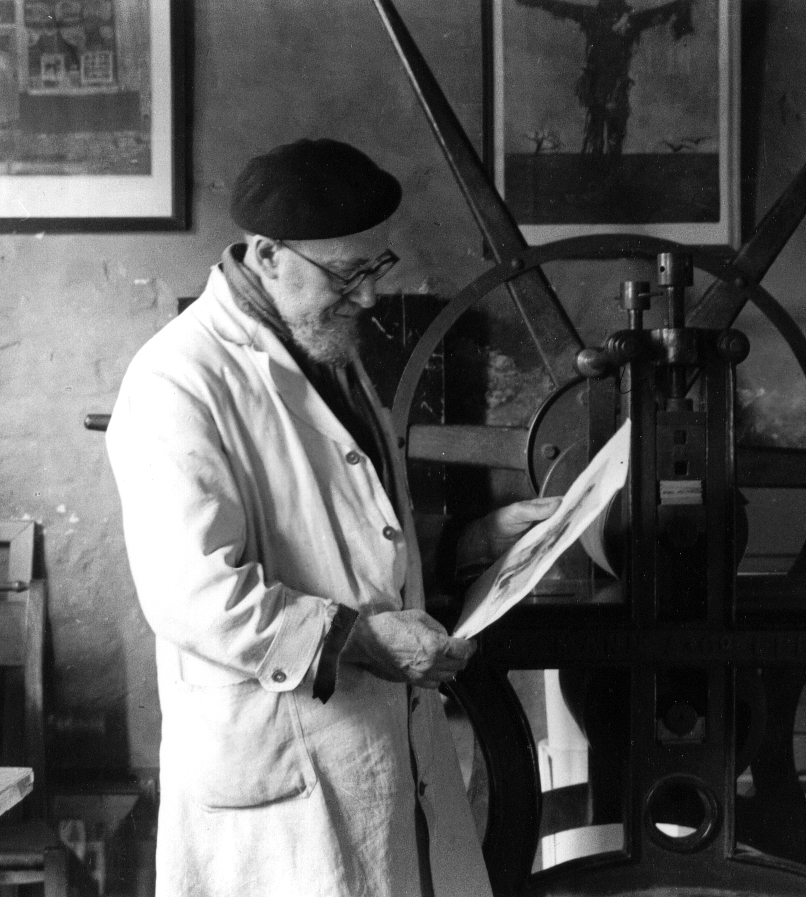
Jules Fonteyne
11 augustus

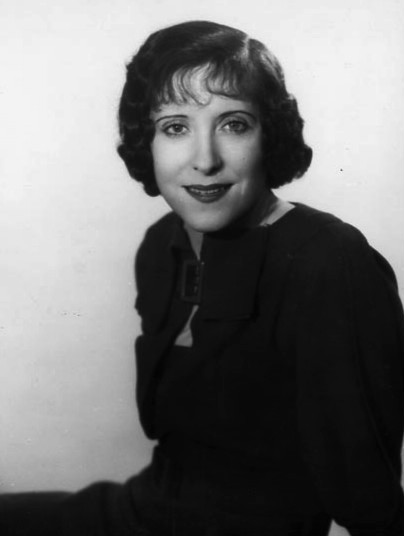
Gracie Allen
27 augustus

| 1 | 2 | 3 | 4 | 5 | 6 | 7 | 8 | 9 | 10 | 11 | 12 | 13 | 14 | 15 | 16 | 17 | 18 | 19 | 20 | 21 | 22 | 23 | 24 | 25 | 26 | 27 | 28 | 29 | 30 | 31 |
| - | - | - | - | - | - | - | - | - | -- | -- | -- | -- | -- | -- | -- | -- | -- | -- | -- | -- | -- | -- | -- | -- | -- | -- | -- | -- | -- | -- |

### 2 augustus
- Carel Godin de Beaufort (30), Nederlands autocoureur
- Willem Cornelis van Buuren (58), Nederlands verzetsstrijder

### 3 augustus
- Johan Cornelissen (66), Nederlands politicus
- Flannery O'Connor (39), Amerikaans schrijfster

### 4 augustus
- Ursmar Depotte (91), Belgisch politicus
- Evert Pieter Westerveld (90), Nederlands politicus

### 5 augustus
- Moa Martinson (73), Zweeds schrijfster

### 6 augustus
- Harry Wickwire Foster (62), Canadees militair leider

### 7 augustus
- Mathias Kemp (73), Nederlands schrijver en dichter
- Henk Vermetten (68), Nederlands voetballer
- Aleksander Zawadzki (64), president van Polen

### 8 augustus
- Agnes Canta (75), Nederlands kunstenares

### 10 augustus
- Remi Ghesquiere (97), Belgisch componist

### 11 augustus
- Jules Fonteyne (86), Belgisch kunstenaar
- Letitia Marion Hamilton (86), Iers kunstschilder

### 12 augustus
- Isidro Fabela (82), Mexicaans politicus en schrijver
- Ian Fleming (56), Brits schrijver
- Dmitri Maksoetov (68), Russisch opticus en astronoom
- Ardengo Soffici (85), Italiaans schrijver en kunstschilder

### 13 augustus
- Alois Pachernegg (72), Oostenrijks componist

### 14 augustus
- Johnny Burnette (30), Amerikaans zanger en gitarist

### 15 augustus
- Dr. Atl (88), Mexicaans kunstschilder

### 16 augustus
- Anthonij Johannes Guépin (67), Nederlands zeiler
- Egbert Adriaan Kreiken (67), Nederlands astronoom
- Wilhelmus Mutsaerts (75), Nederlands bisschop

### 19 augustus
- Hyacinthe Housiaux (84), Belgisch politicus

### 21 augustus
- Wladislaus Findysz (56), Pools priester

### 24 augustus
- Maurice Schoemaker (73), Belgisch componist
- Lodewijk Smits (86), Belgisch politicus

### 26 augustus
- Joseph Baeten (71), Nederlands bisschop
- Karel Bernard Boedijn (71), Nederlands botanicus

### 27 augustus
- Gracie Allen (69), Amerikaans actrice

### 30 augustus
- Marcel Matthijs (65), Belgisch schrijver

## September

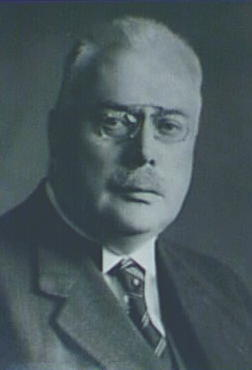
Otto Olsson
1 september

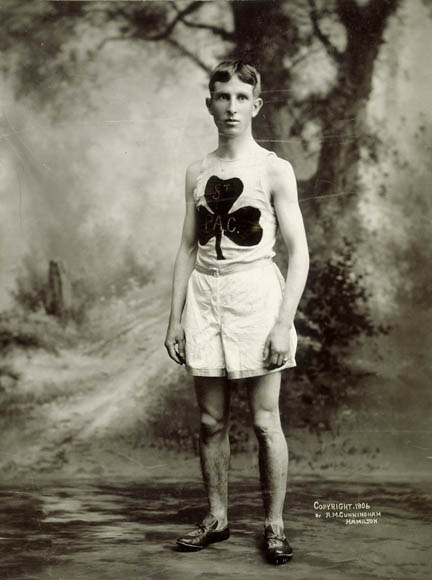
William Sherring
5 september

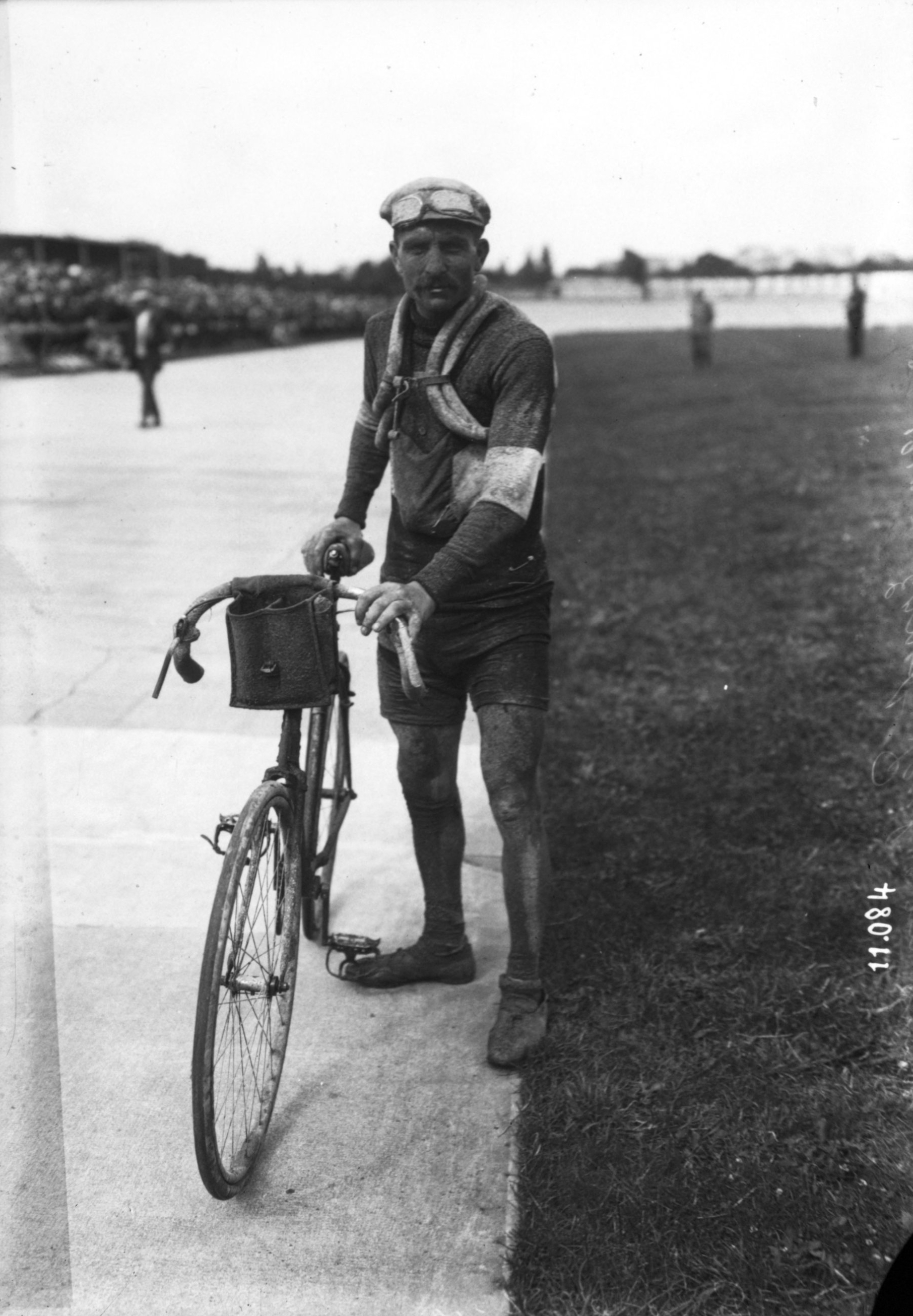
Ernest Paul
9 september

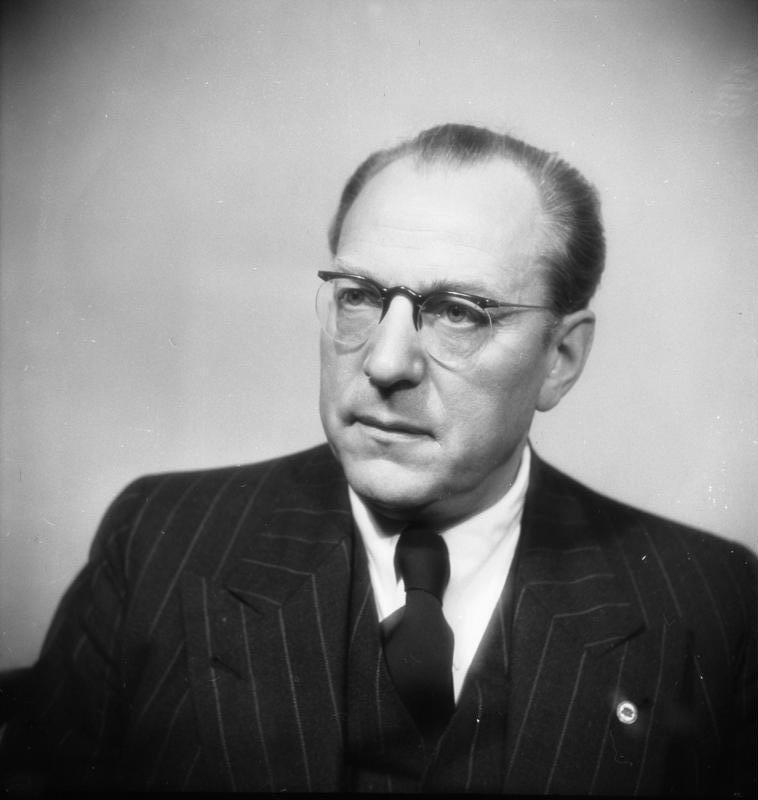
Otto Grotewohl
21 september

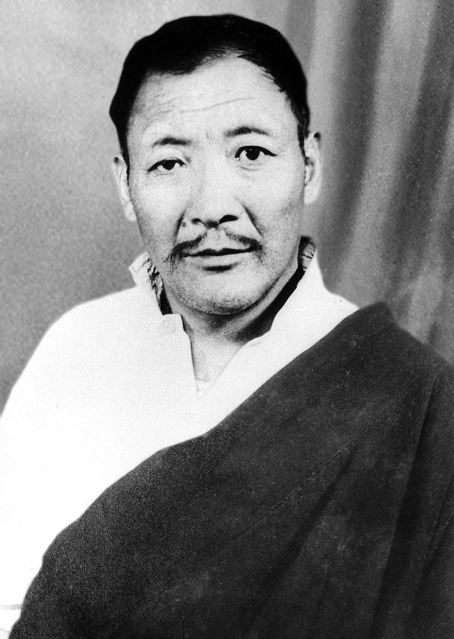
Gönpo Tashi Andrugtsang
27 september

| 1 | 2 | 3 | 4 | 5 | 6 | 7 | 8 | 9 | 10 | 11 | 12 | 13 | 14 | 15 | 16 | 17 | 18 | 19 | 20 | 21 | 22 | 23 | 24 | 25 | 26 | 27 | 28 | 29 | 30 |
| - | - | - | - | - | - | - | - | - | -- | -- | -- | -- | -- | -- | -- | -- | -- | -- | -- | -- | -- | -- | -- | -- | -- | -- | -- | -- | -- |

### 1 september
- Otto Olsson (84), Zweeds componist

### 2 september
- Francisco Craveiro Lopes (70), president van Portugal
- Henri Hanlet (75), Belgisch wielrenner

### 3 september
- Joseph Marx (82), Oostenrijks componist
- Cor Veenstra (74), Nederlands schilder

### 4 september
- Werner Bergengruen (71), Duits schrijver

### 5 september
- William Sherring (85), Canadees atleet

### 7 september
- Georges Thierry d'Argenlieu (75), Frans militair en priester
- Herman Jurgens (80), Nederlands voetballer

### 8 september
- Gerhard Abraham Willem ter Pelkwijk (82), Nederlands burgemeester

### 9 september
- Friedrich-Georg Eberhardt (72), Duits militair
- Charles O'Neill (82), Canadees componist
- Ernest Paul (82), Frans wielrenner

### 10 september
- Camille Lambert (90), Belgisch kunstschilder
- Werner Winkler (50), Oost-Duits politicus

### 11 september
- Willem van Hoogstraten (80), Nederlands violist en dirigent

### 14 september
- Vasili Grossman (58), Russisch schrijver en journalist
- FitzRoy Richard Somerset (79), Brits schrijver

### 15 september
- Louis Marie George Arntzenius (66), Nederlands dirigent

### 17 september
- John Flanders (77), Belgisch schrijver

### 18 september
- Clive Bell (83), Brits kunstcriticus
- Marcus van Blankenstein (84), Nederlands journalist
- Efraín González Luna (65), Mexicaans politicus

### 21 september
- Otto Grotewohl (80), Duits en Oost-Duits politicus

### 24 september
- Léonce Lagae (70), Belgisch politicus

### 27 september
- Gönpo Tashi Andrugtsang (59), Tibetaans revolutionair

### 28 september
- George Dyson (81), Brits componist
- Harpo Marx (75), Amerikaans komiek

### 29 september
- Edgard Blancquaert (70), Belgisch taalkundige en politicus
- Fred Tootell (62), Amerikaans atleet

## Oktober

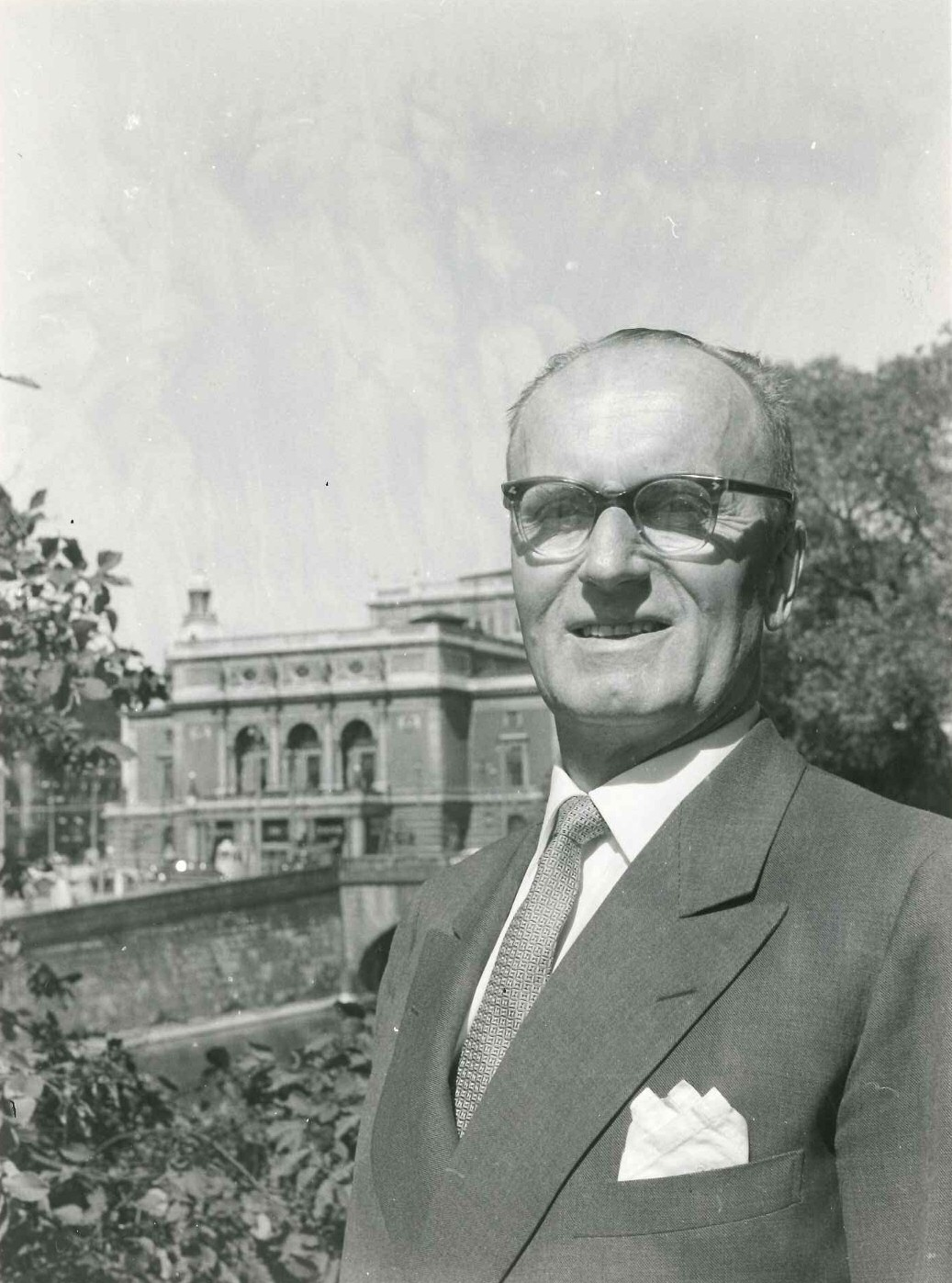
Set Svanholm
4 oktober

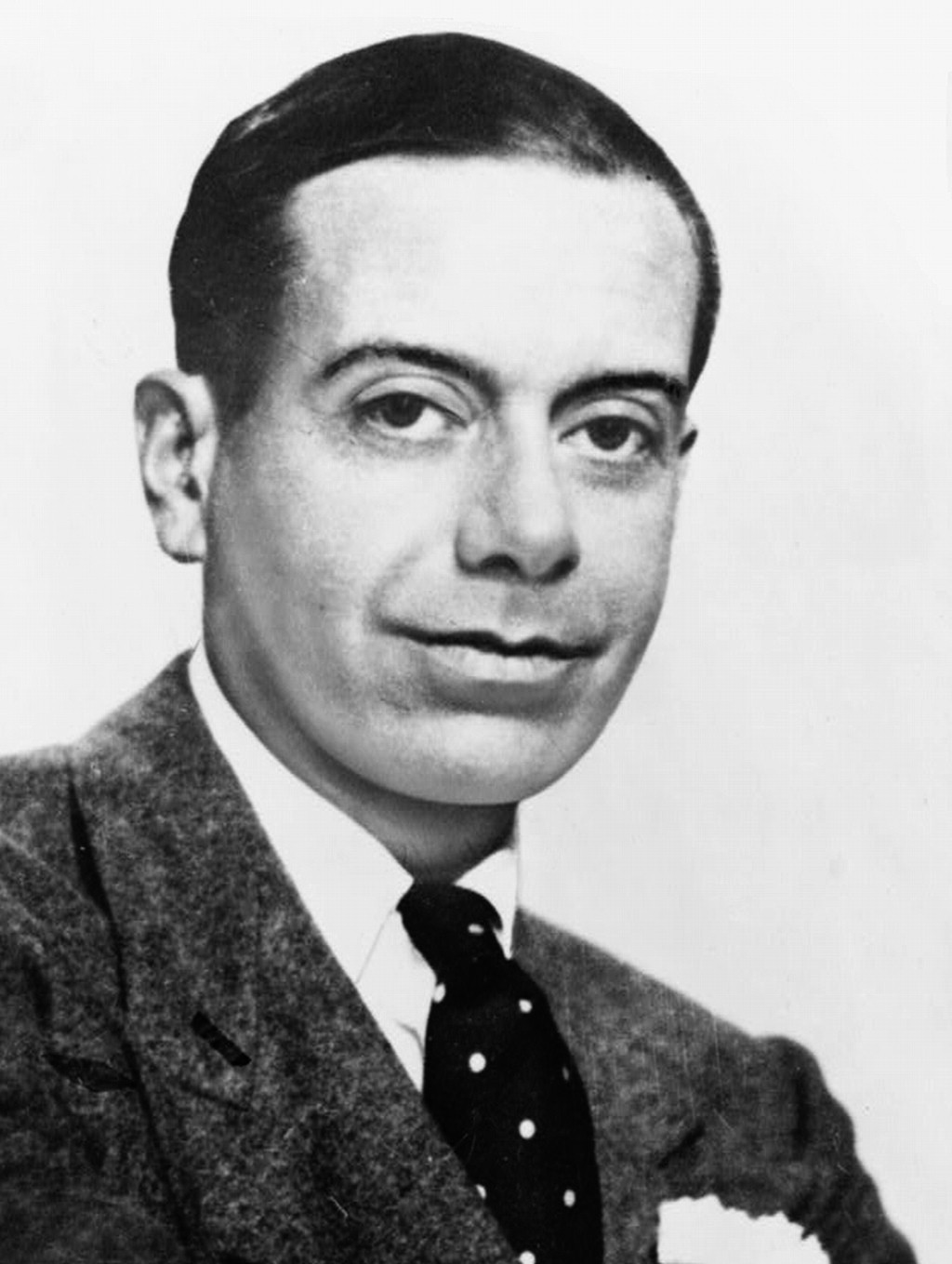
Cole Porter
15 oktober

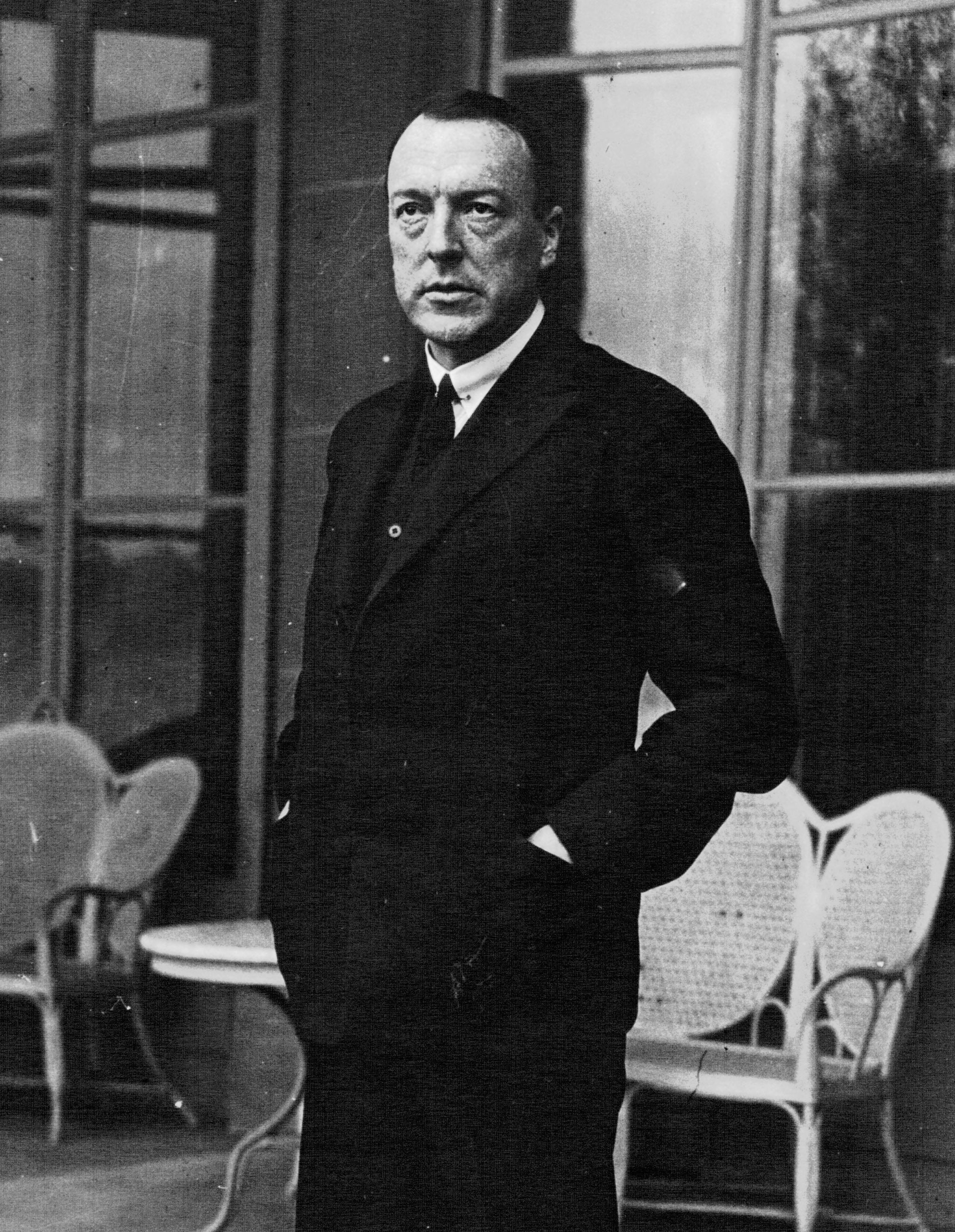
J.A. van Hamel
18 oktober

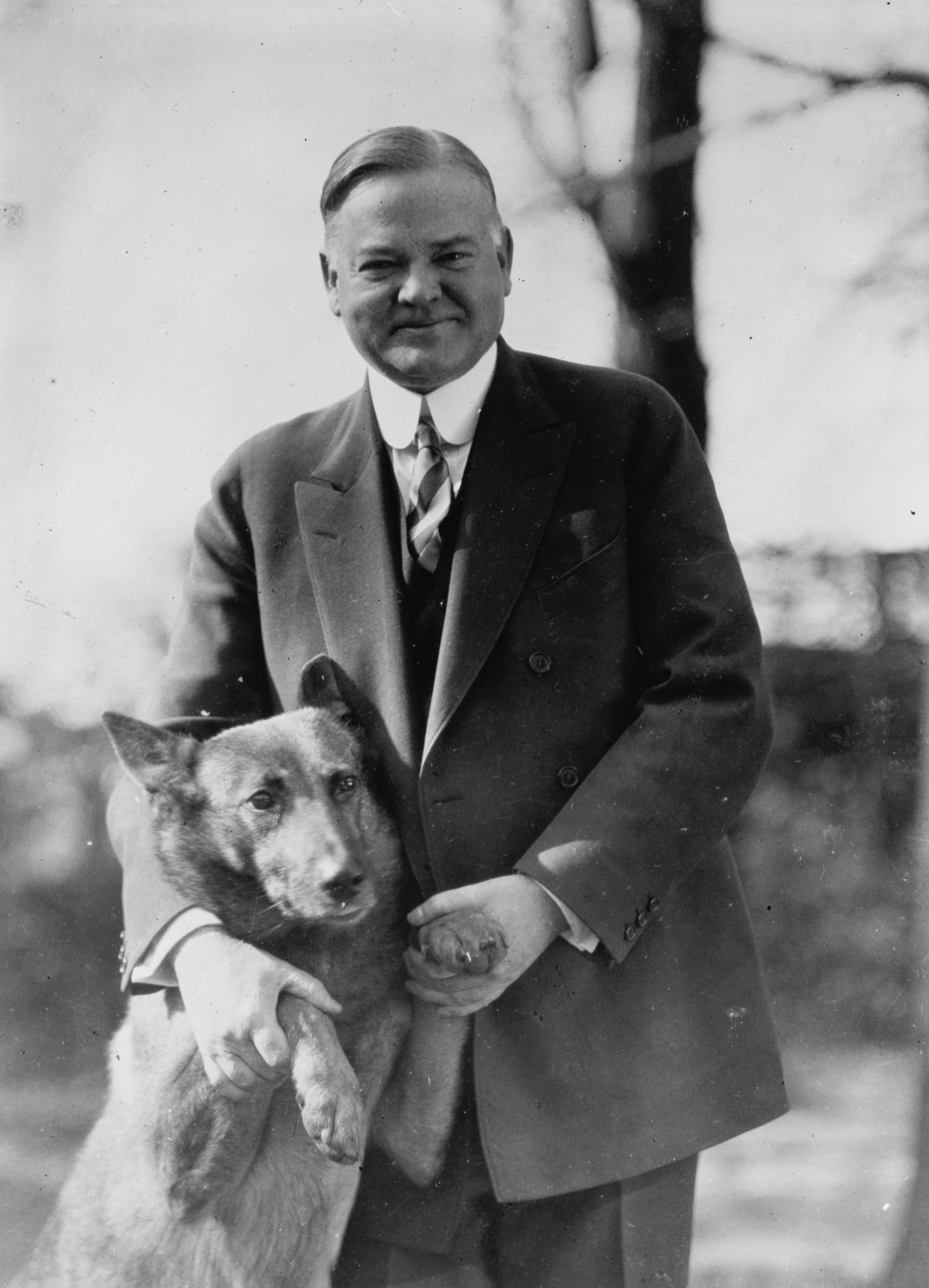
Herbert Hoover
20 oktober

| 1 | 2 | 3 | 4 | 5 | 6 | 7 | 8 | 9 | 10 | 11 | 12 | 13 | 14 | 15 | 16 | 17 | 18 | 19 | 20 | 21 | 22 | 23 | 24 | 25 | 26 | 27 | 28 | 29 | 30 | 31 |
| - | - | - | - | - | - | - | - | - | -- | -- | -- | -- | -- | -- | -- | -- | -- | -- | -- | -- | -- | -- | -- | -- | -- | -- | -- | -- | -- | -- |

### 1 oktober
- Ernst Toch (76), Oostenrijks componist

### 2 oktober
- Lothar Riedinger (75), Oostenrijks concertzanger en componist

### 3 oktober
- Guy Stewart Callendar (66), Brits uitvinder

### 4 oktober
- Set Svanholm (60), Zweeds tenor

### 5 oktober
- Karel Pelgroms (65), Belgisch politicus

### 6 oktober
- Pietro Serantoni (57), Italiaans voetballer en voetbalcoach

### 8 oktober
- Antonio Abad (78), Filipijns schrijver

### 9 oktober
- Maurits Van Hemelrijck (63), Belgisch politicus

### 10 oktober
- Konrad Bayer (31), Oostenrijks schrijver
- Klaas van der Geest (60), Nederlands zeeman en schrijver

### 12 oktober
- Renaat Grassin (64), Belgisch komiek en acteur

### 13 oktober
- Douglas McGregor (58), Amerikaans psycholoog

### 15 oktober
- Cole Porter (73), Amerikaans componist en liedjesschrijver

### 17 oktober
- Francisco Delgado (78), Filipijns advocaat, rechter, ambassadeur en politicus

### 18 oktober
- Joost Adriaan van Hamel (84), Nederlands jurist en politicus
- Vittorio E. Maiorana (67), Italiaans componist

### 20 oktober
- Herbert Hoover (90), president van de Verenigde Staten

### 22 oktober
- Khawaja Nazimuddin (70), Pakistaans politicus

### 26 oktober
- Agnes Miegel (85), Duits dichteres en schrijfster

### 27 oktober
- Julián Palanca Masiá (81), Spaans componist
- Rudolph Maté (66), Oostenrijks-Hongaarse regisseur

### 28 oktober
- Thilly Weissenborn (75), Nederlands fotografe

### 29 oktober
- Vasili Agapkin (80), Russisch componist

### 31 oktober
- Ernest Rongvaux (83), Belgisch politicus

## November

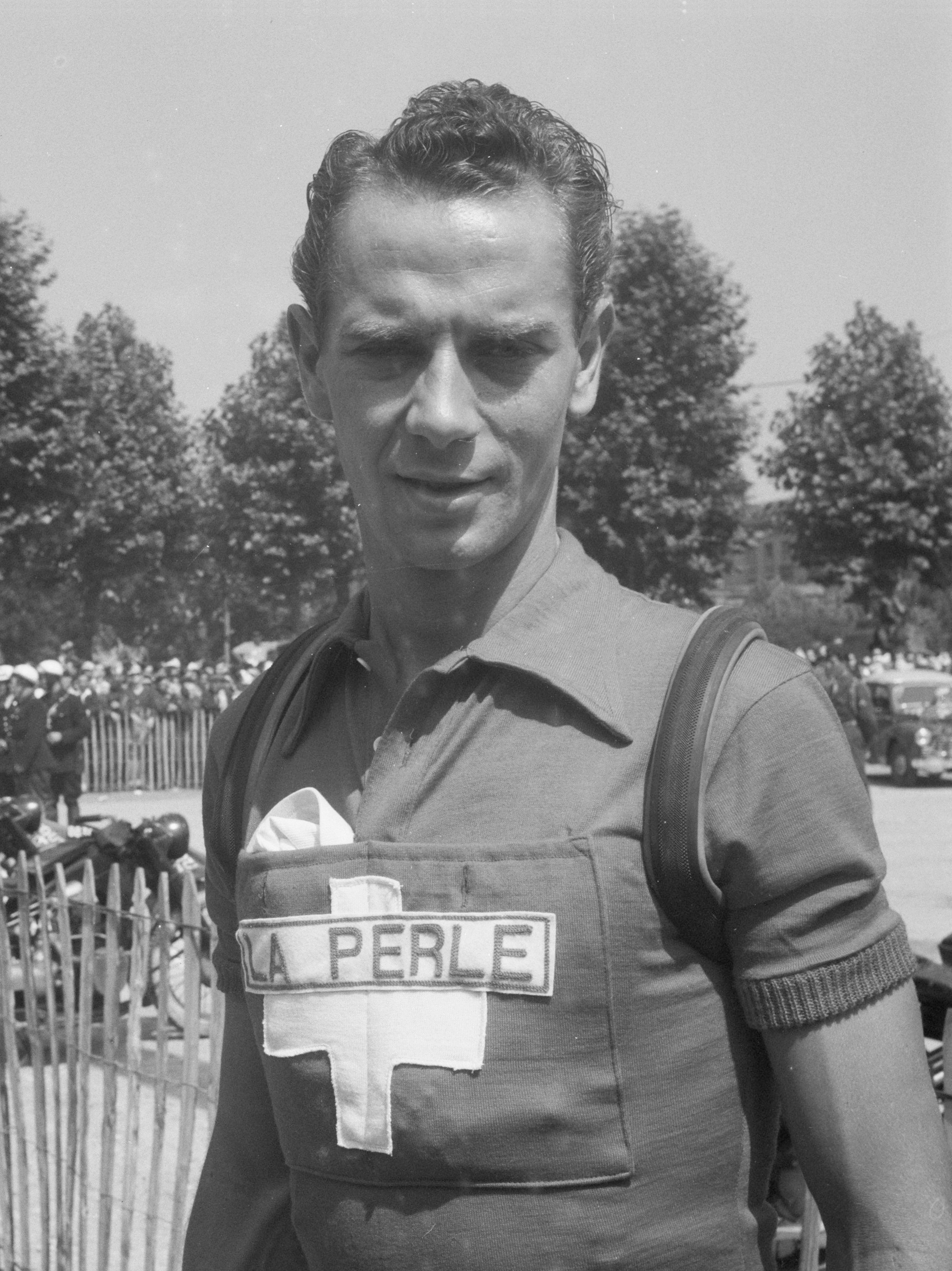
Hugo Koblet
6 november

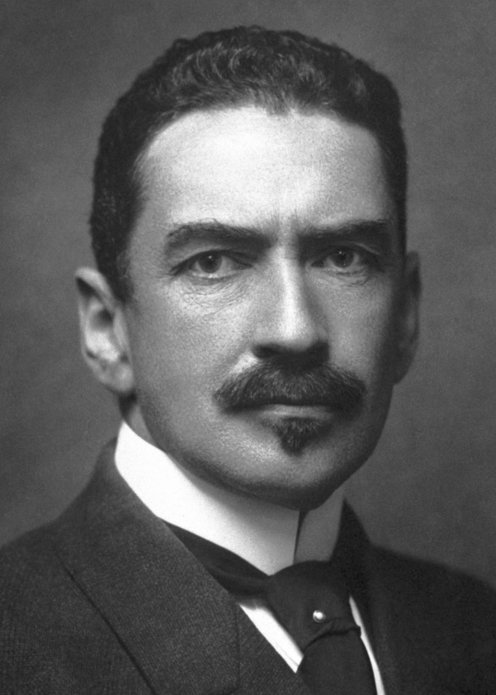
Hans von Euler-Chelpin
6 november

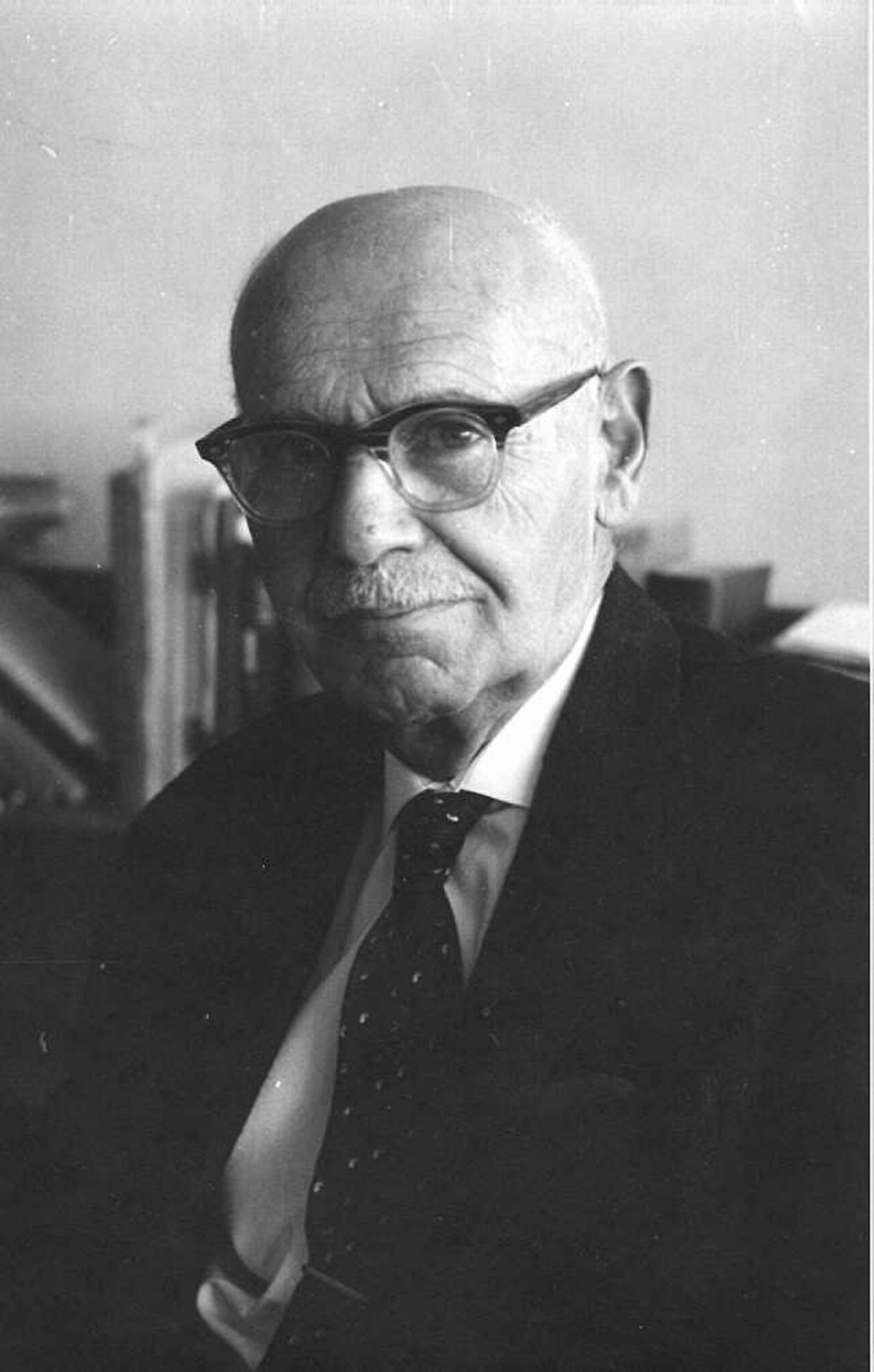
Felix Weltsch
9 november

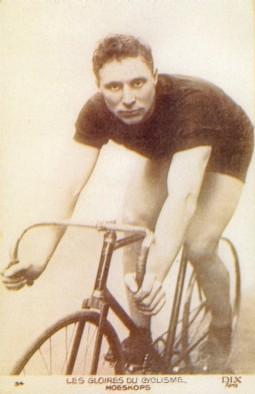
Piet Moeskops
16 november

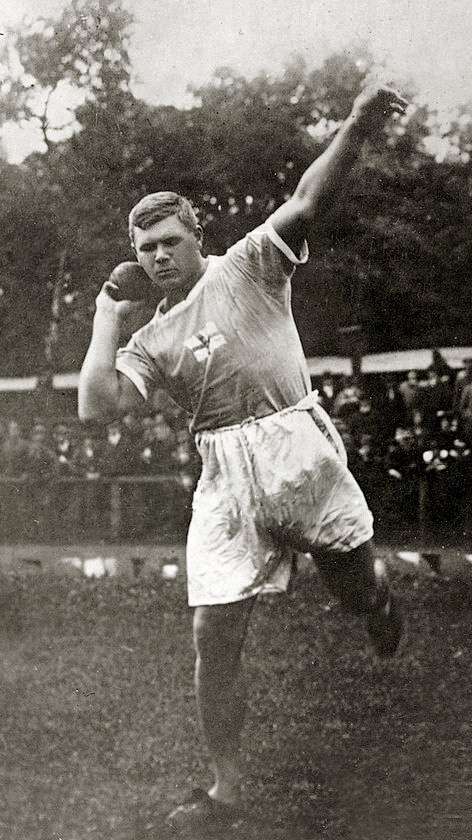
Ville Pörhölä
28 november

| 1 | 2 | 3 | 4 | 5 | 6 | 7 | 8 | 9 | 10 | 11 | 12 | 13 | 14 | 15 | 16 | 17 | 18 | 19 | 20 | 21 | 22 | 23 | 24 | 25 | 26 | 27 | 28 | 29 | 30 |
| - | - | - | - | - | - | - | - | - | -- | -- | -- | -- | -- | -- | -- | -- | -- | -- | -- | -- | -- | -- | -- | -- | -- | -- | -- | -- | -- |

### 3 november
- Carlo Guzzi (76), Italiaans ondernemer
- Haakon Stotijn (49), Nederlands hoboïst

### 5 november
- Andries Martinus van de Laar Krafft (73), Nederlands predikant
- Piero Malvestiti (65), Italiaans politicus
- Raymond Henri Pos (54), Surinaams jurist en diplomaat

### 6 november
- H. Beam Piper (60), Amerikaans schrijver
- Hans von Euler-Chelpin (91), Duits-Zweeds scheikundige
- Hugo Koblet (39), Zwitsers wielrenner
- Samoeil Samosoed (80), Russisch dirigent

### 7 november
- Jan van den Broek (57), Nederlands voetballer

### 8 november
- Petrus Ignatius Josephus Maria van der Velden (74), Nederlands burgemeester

### 9 november
- Remi Vanderschelden (85), Belgisch politicus
- Felix Weltsch (80), Duits schrijver en filosoof

### 10 november
- Ramon Fernandez (86), Filipijns zakenman en politicus
- Pierre de Polignac (69), lid Monegaskische Huis Grimaldi

### 11 november
- Victor Briol (59), Belgisch politicus
- Dick Greiner (73), Nederlands architect

### 14 november
- Herman Arnold Zwijnenberg (74), Nederlands politicus

### 16 november
- Harmen Meurs (73), Nederlands kunstschilder
- Piet Moeskops (71), Nederlands wielrenner

### 18 november
- Louis Huart (84), Belgisch politicus

### 23 november
- Jan Fabricius (93), Nederlands toneelschrijver
- Gerrit Hulsman (64), Nederlands voetballer
- Jan Willem Kips (84), Nederlands voetbalbestuurder

### 26 november
- Omgekomen bij de Moordpartij Wamba 1964:
  - Karel Bellinckx (51), Belgisch missionaris
  - Leo Janssen (38), Belgisch missionaris
  - Chris Vandael (35), Belgisch missionaris
  - Joseph Wittebols (52), Belgisch bisschop

### 27 november
- Désiré Cnudde (80), Belgisch politicus
- Maria Coopman (55), Belgisch missionaris

### 28 november
- Herman Mees (84), Nederlands kunstschilder
- Ville Pörhölä (66), Fins atleet
- Billy Walker (67), Engels voetballer en voetbalcoach
- Jack Washington (54), Amerikaans saxofonist

### 29 november
- Anne de Vries (60), Nederlands schrijver

### 30 november
- Sandor Baranyai (29), Hongaars voetballer

## December

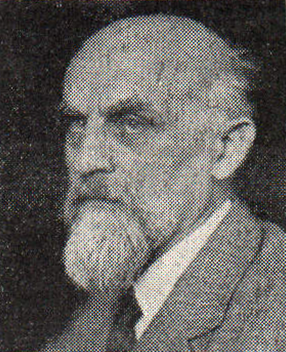
Gustav Wyneken
8 december

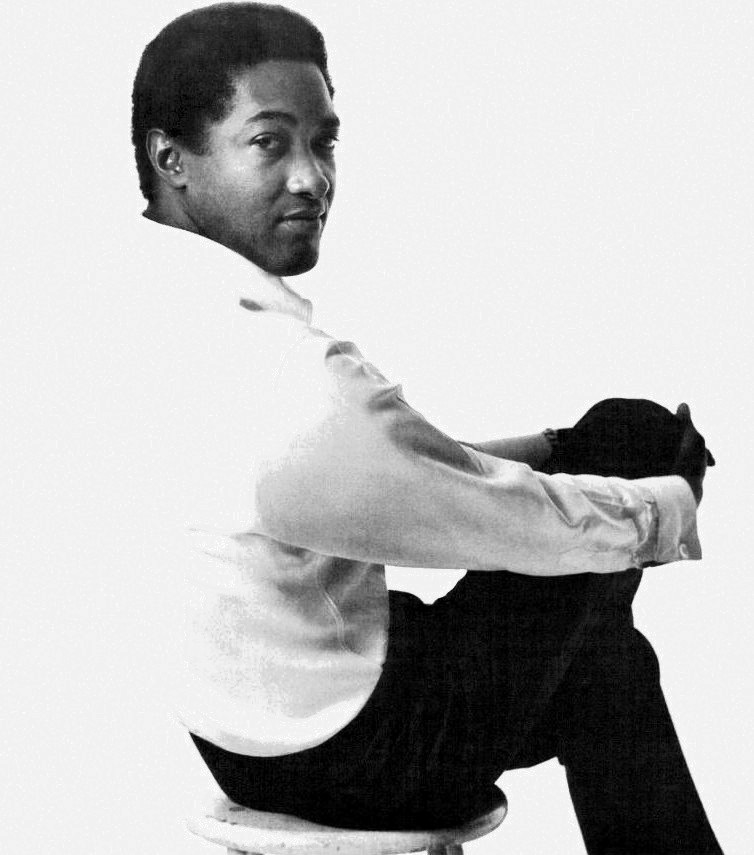
Sam Cooke
11 december

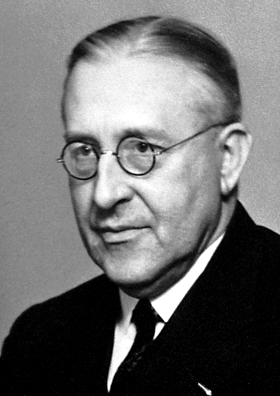
Victor Franz Hess
17 december

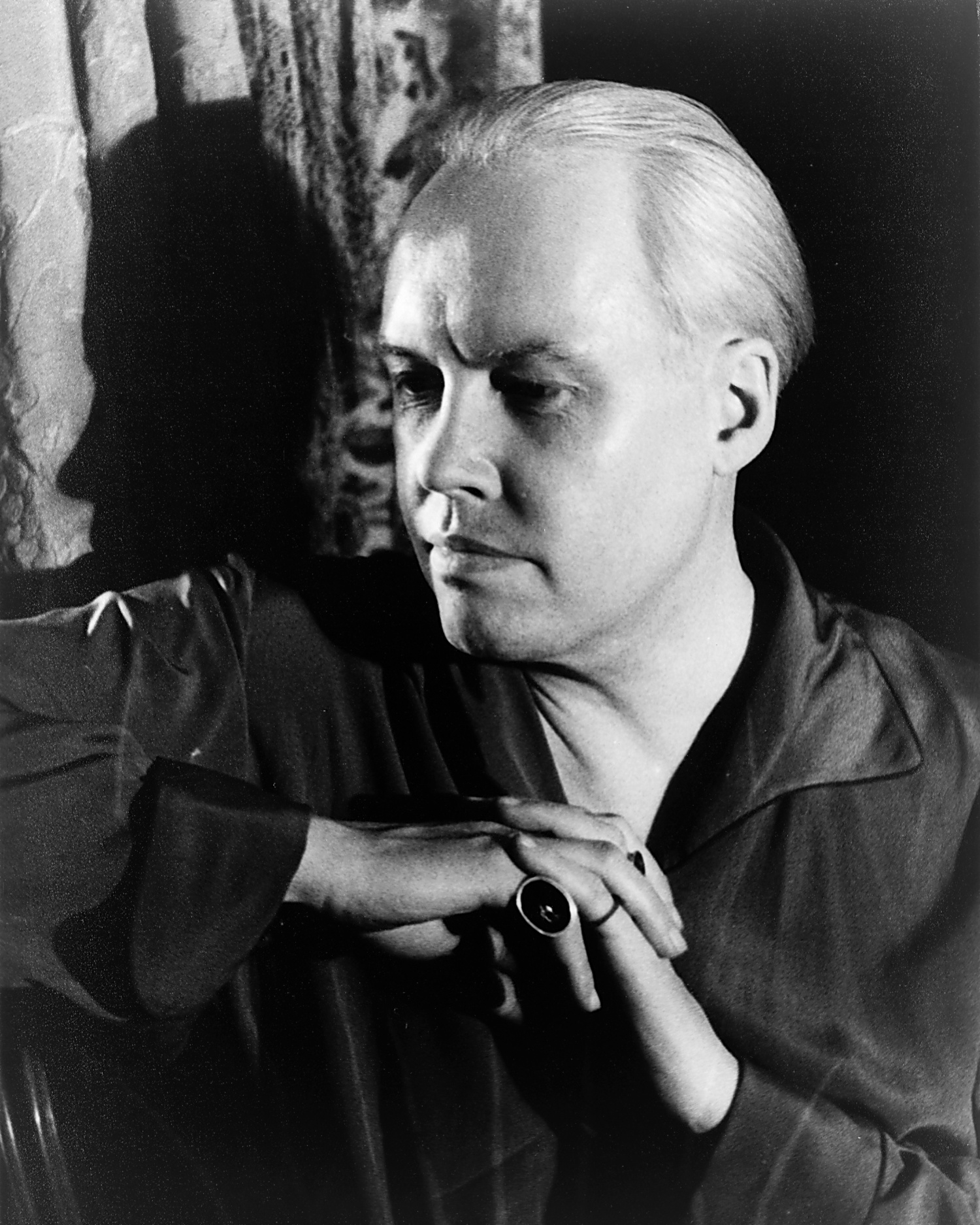
Carl Van Vechten
21 december

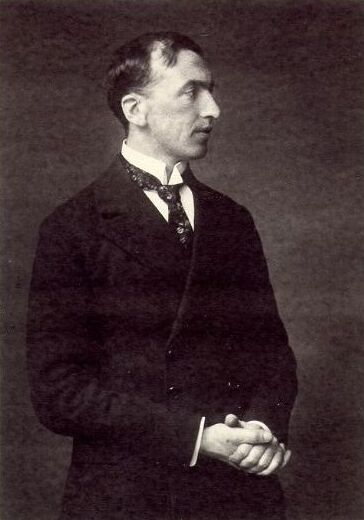
Hans Gerhard Creutzfeldt
30 december

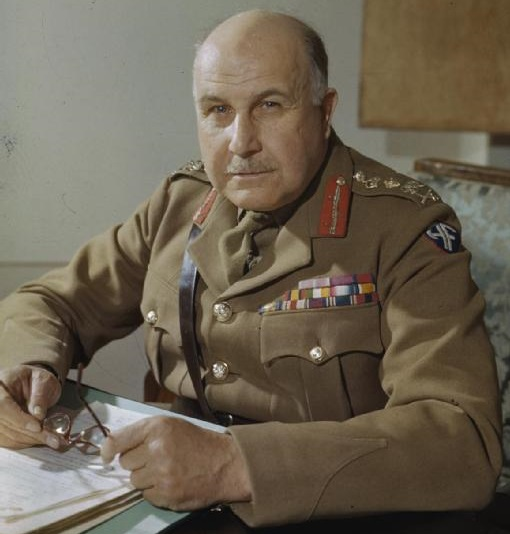
Henry Maitland Wilson
31 december

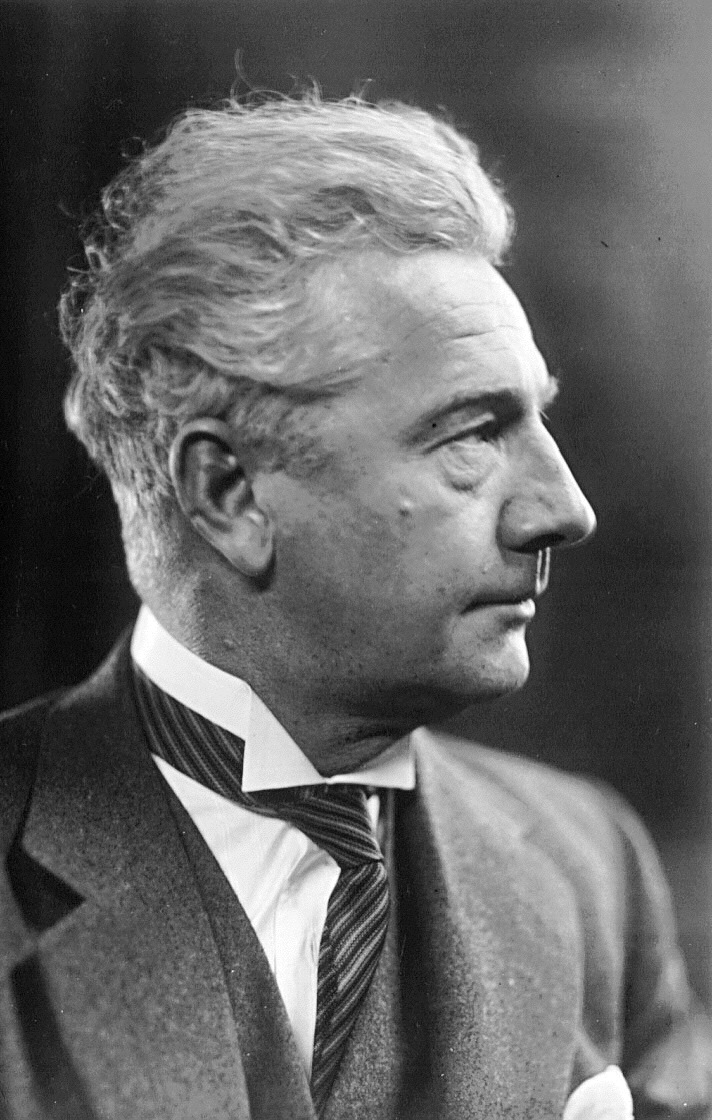
Ólafur Thors
31 december

| 1 | 2 | 3 | 4 | 5 | 6 | 7 | 8 | 9 | 10 | 11 | 12 | 13 | 14 | 15 | 16 | 17 | 18 | 19 | 20 | 21 | 22 | 23 | 24 | 25 | 26 | 27 | 28 | 29 | 30 | 31 |
| - | - | - | - | - | - | - | - | - | -- | -- | -- | -- | -- | -- | -- | -- | -- | -- | -- | -- | -- | -- | -- | -- | -- | -- | -- | -- | -- | -- |

### 1 december
- John Burdon Sanderson Haldane (72), Brits-Indiaas geneticus en evolutiebioloog
- Bertil Sandström (77), Zweeds ruiter
- Marie Clémentine Anuarite Nengapeta (24), Congolees geestelijke

### 2 december
- Roger Bissière (78), Frans kunstenaar
- Robert De Visscher (76), Belgisch burgemeester

### 3 december
- Nils Backlund (68), Zweeds waterpolospeler
- Jules Sieben (85), Belgisch politicus

### 4 december
- Bernardus Jasink (94), Nederlands schrijver

### 5 december
- Herman Bieling (77), Nederlands kunstenaar

### 6 december
- Evert van Linge (69), Nederlands voetballer en architect

### 7 december
- Jan Uytenbogaart (67), Nederlands scheikundige

### 8 december
- Ernest Wijnants (86), Belgisch beeldhouwer
- Gustav Wyneken (89), Duits pedagoog

### 9 december
- Eulogio Rodriguez (81), Filipijns politicus en ondernemer
- Edith Sitwell (77), Brits schrijfster

### 11 december
- Sam Cooke (33), Amerikaans gospel- en soulzanger
- Alma Mahler-Werfel (85), Oostenrijks componiste
- Aimé Talpe (84), Belgisch ondernemer

### 12 december
- Boris Karlov (40), Bulgaars accordeonist

### 13 december
- Pedro Petrone (59), Uruguayaans voetballer

### 14 december
- Léon Mundeleer (79), Belgisch politicus

### 15 december
- Fernand De Visscher (79), Belgisch rechtshistoricus en archeoloog

### 17 december
- Emiel Devos (78), Belgisch kunstenaar
- Victor Franz Hess (81), Oostenrijks-Amerikaans natuurkundige
- Jurjen Koksma (60), Nederlands wiskundige

### 18 december
- Soesoe van Oostrom Soede (53), Nederlands waterpolospeler

### 19 december
- Jo Bauer-Stumpff (91), Nederlands kunstschilderes en tekenares
- Jan de Vries (53), Nederlands geestelijke

### 21 december
- Carl Van Vechten (84), Amerikaans fotograaf

### 22 december
- Jan Willem Barendregt (84), Nederlands kunstschilder

### 23 december
- Jean Bourgknecht (62), Zwitsers politicus

### 25 december
- Jean-Elie Bodart (69), Belgisch politicus

### 28 december
- Kees Bekker (81), Nederlands voetballer

### 29 december
- Gustave Wyns (64), Belgisch politicus

### 30 december
- Hans Gerhard Creutzfeldt (79), Duits neuropatholoog
- Mary Kelly (113), oudste mens ter wereld
- Andres Soriano sr. (66), Filipijns ondernemer

### 31 december
- Ólafur Thors (72), IJslands politicus
- Henry Maitland Wilson (83), Brits militair leider

1900 ·
1901 ·
1902 ·
1903 ·
1904 ·
1905 ·
1906 ·
1907 ·
1908 ·
1909 ·
1910 ·
1911 ·
1912 ·
1913 ·
1914 ·
1915 ·
1916 ·
1917 ·
1918 ·
1919 ·
1920 ·
1921 ·
1922 ·
1923 ·
1924 ·
1925 ·
1926 ·
1927 ·
1928 ·
1929 ·
1930 ·
1931 ·
1932 ·
1933 ·
1934 ·
1935 ·
1936 ·
1937 ·
1938 ·
1939 ·
1940 ·
1941 ·
1942 ·
1943 ·
1944 ·
1945 ·
1946 ·
1947 ·
1948 ·
1949 ·
1950 ·
1951 ·
1952 ·
1953 ·
1954 ·
1955 ·
1956 ·
1957 ·
1958 ·
1959 ·
1960 ·
1961 ·
1962 ·
1963 ·
1964 ·
1965 ·
1966 ·
1967 ·
1968 ·
1969 ·
1970 ·
1971 ·
1972 ·
1973 ·
1974 ·
1975 ·
1976 ·
1977 ·
1978 ·
1979 ·
1980 ·
1981 ·
1982 ·
1983 ·
1984 ·
1985 ·
1986 ·
1987 ·
1988 ·
1989 ·
1990 ·
1991 ·
1992 ·
1993 ·
1994 ·
1995 ·
1996 ·
1997 ·
1998 ·
1999 ·
2000 ·
2001 ·
2002 ·
2003 ·
2004 ·
2005 ·
2006 ·
2007 ·
2008 ·
2009 ·
2010 ·
2011 ·
2012 ·
2013 ·
2014 ·
2015 ·
2016 ·
2017 ·
2018 ·
2019 ·
2020 ·
2021 ·
2022 ·
2023 ·
2024 ·
2025